# Городище (Щомыслицкий сельсовет)
Городище (бел. Гарадзі́шча) — деревня в Минском районе Минской области Республики Беларусь. В составе Щомыслицкого сельсовета.
Недалеко от деревни находятся курганы и древнее городище, протекает река Менка. На территории городища, по мнению некоторых историков, ранее находилось поселение Менск, которое позже было перенесено на берег Немиги. Согласно этой теории, от названия реки город Минск и получил своё современное название.

## География
Пролегает автомобильная дорога Н-8931.

### Гидрография
Река Менка.

## История
Впервые упоминается в Метрике Великого Княжества Литовского в 1547 году. В Переписи войска Великого Княжества Литовского 1567 года есть сведения, что из городищенского имения ставили 2 "кони". В 1582 году местечко, барский двор, стадола, проводились торги.
Деревней владели Полубинские, Статкевичи, позже в течение 250 лет Пищалы.
В XVIII веке в Городище была корчма и мельница. В 1756 году построена деревянная униатская Николаевская церковь.

В 1839 году церковь переведена в православие. До 1864 года Городище было центром Городищенской волости. В 1894 году возле храма построена колокольня.

Исторические снимки
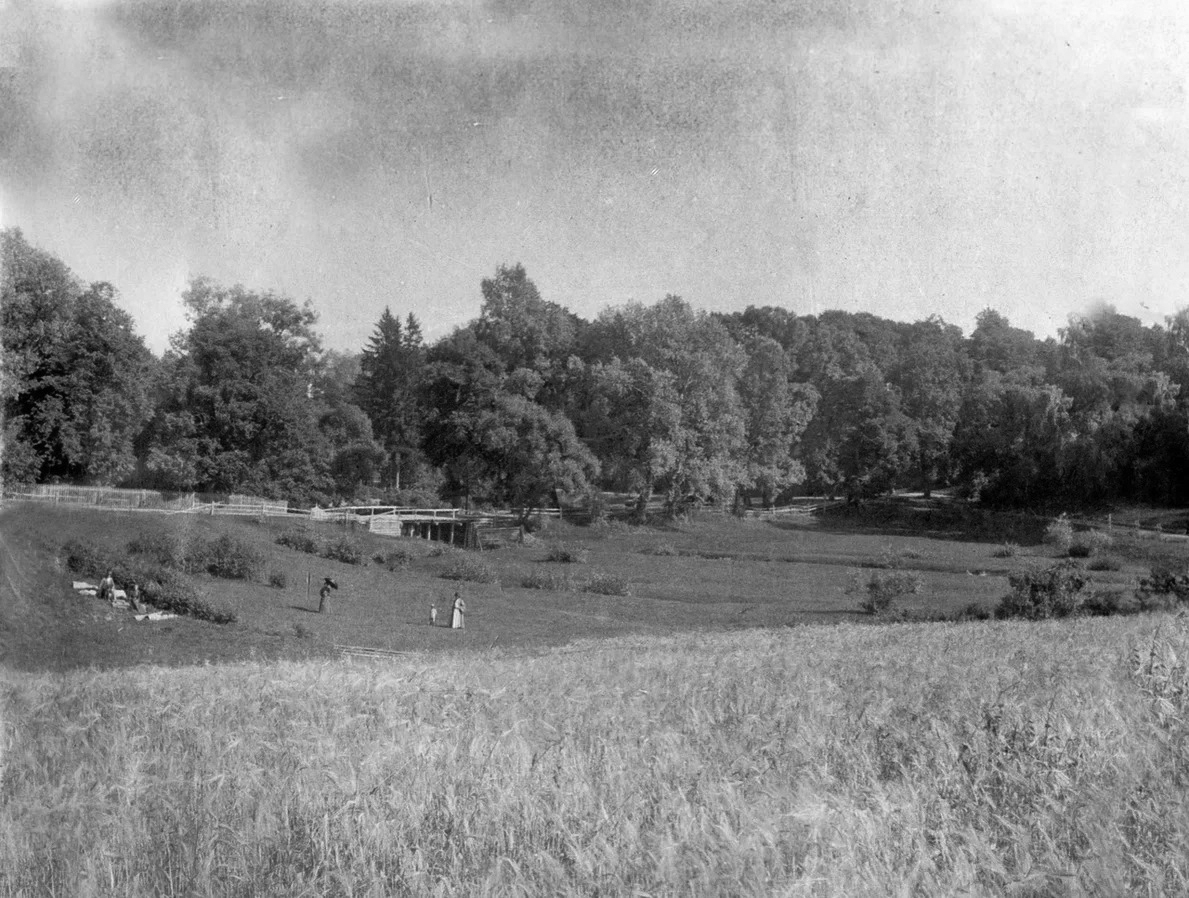
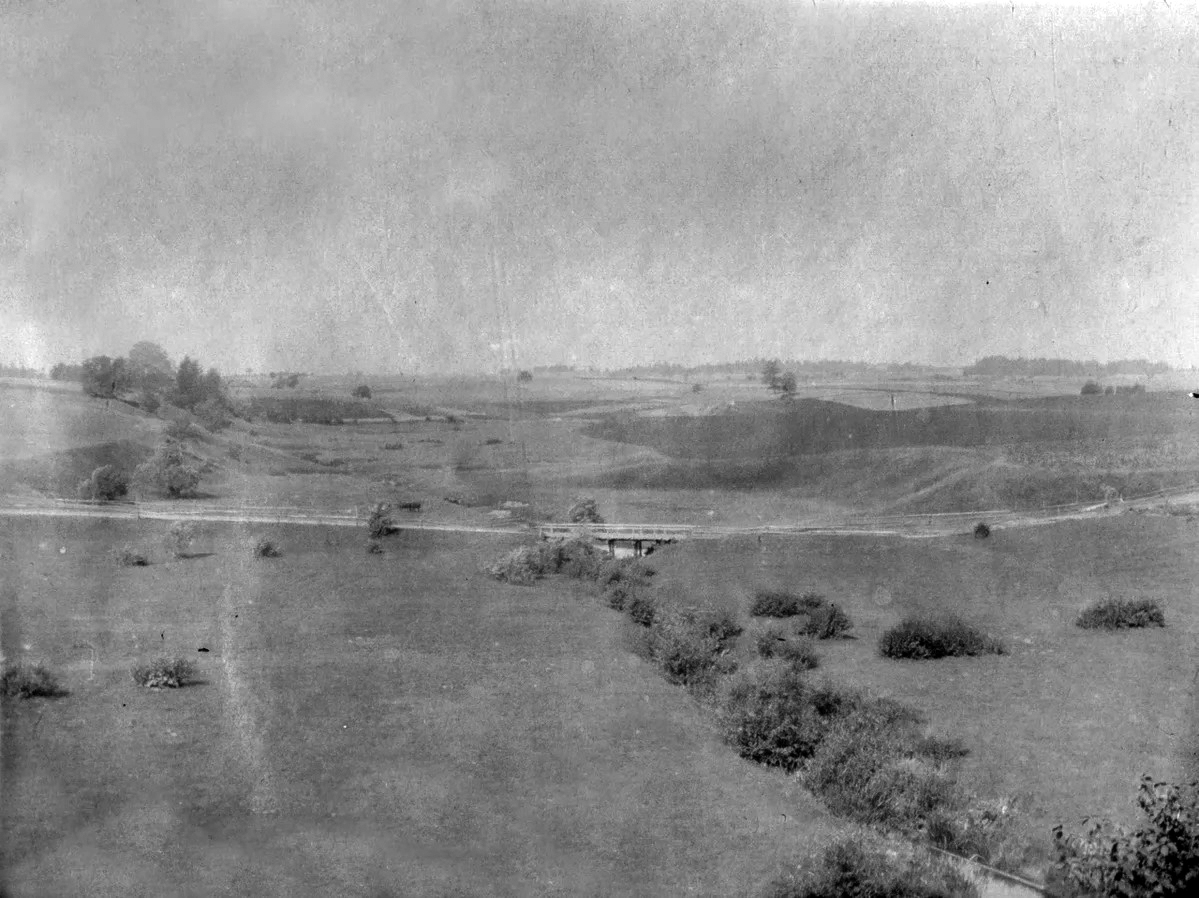
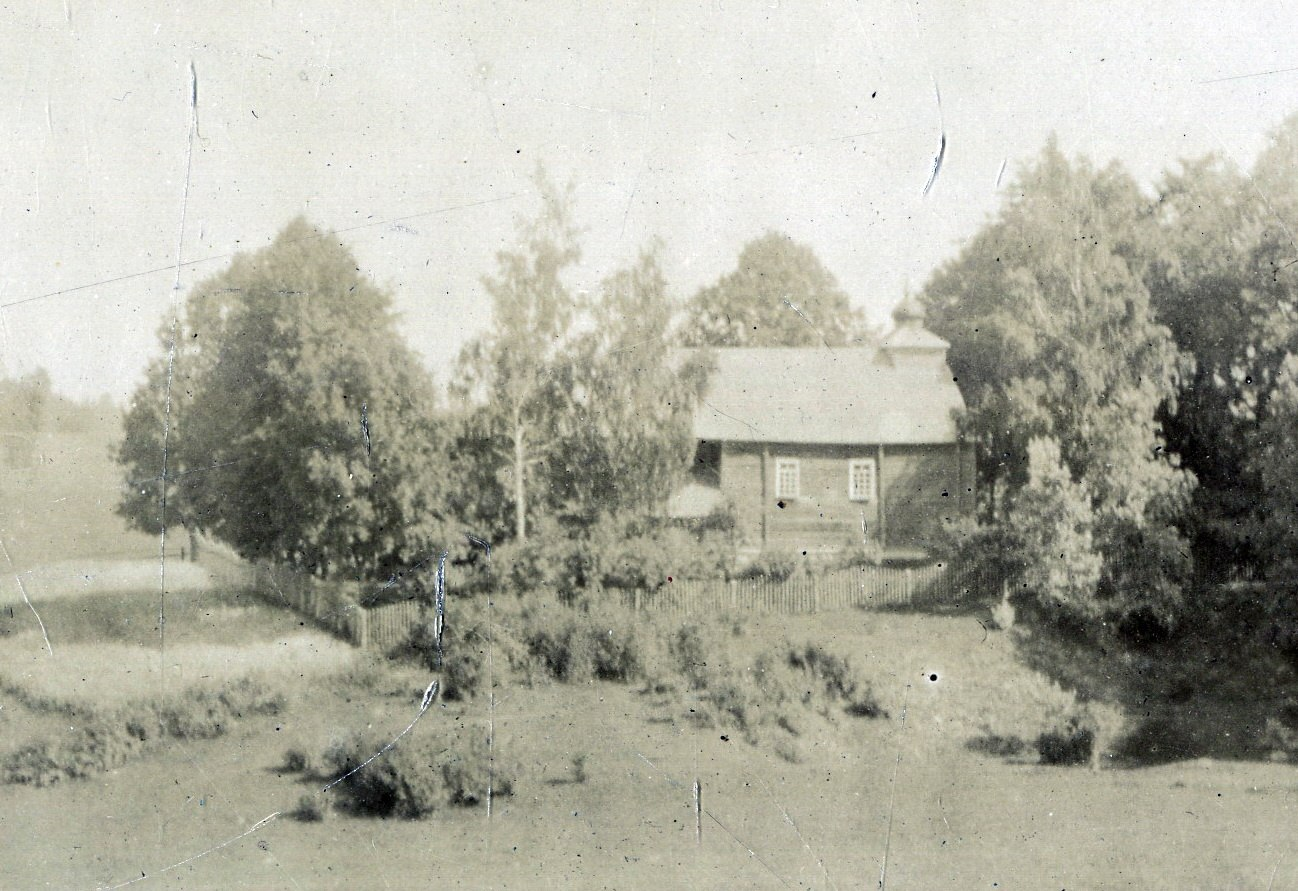
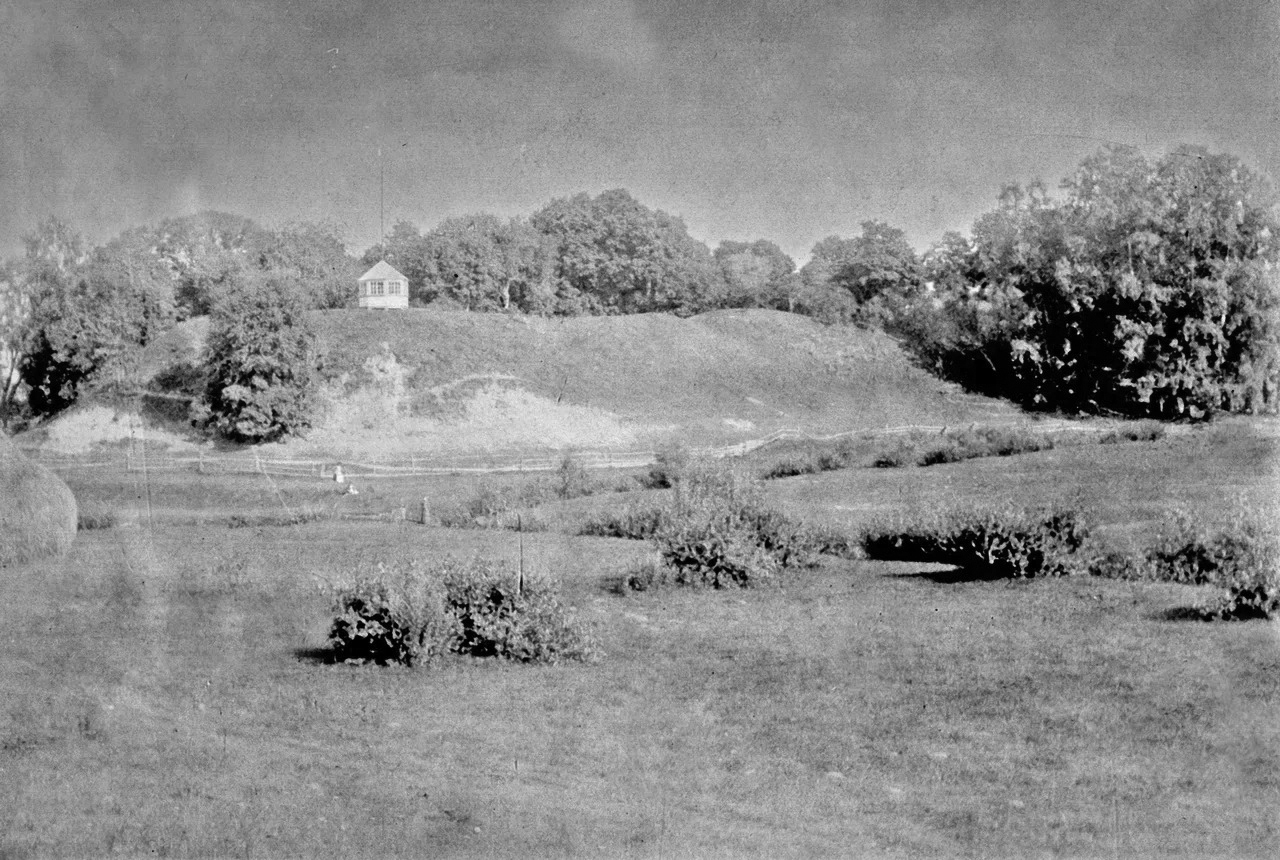
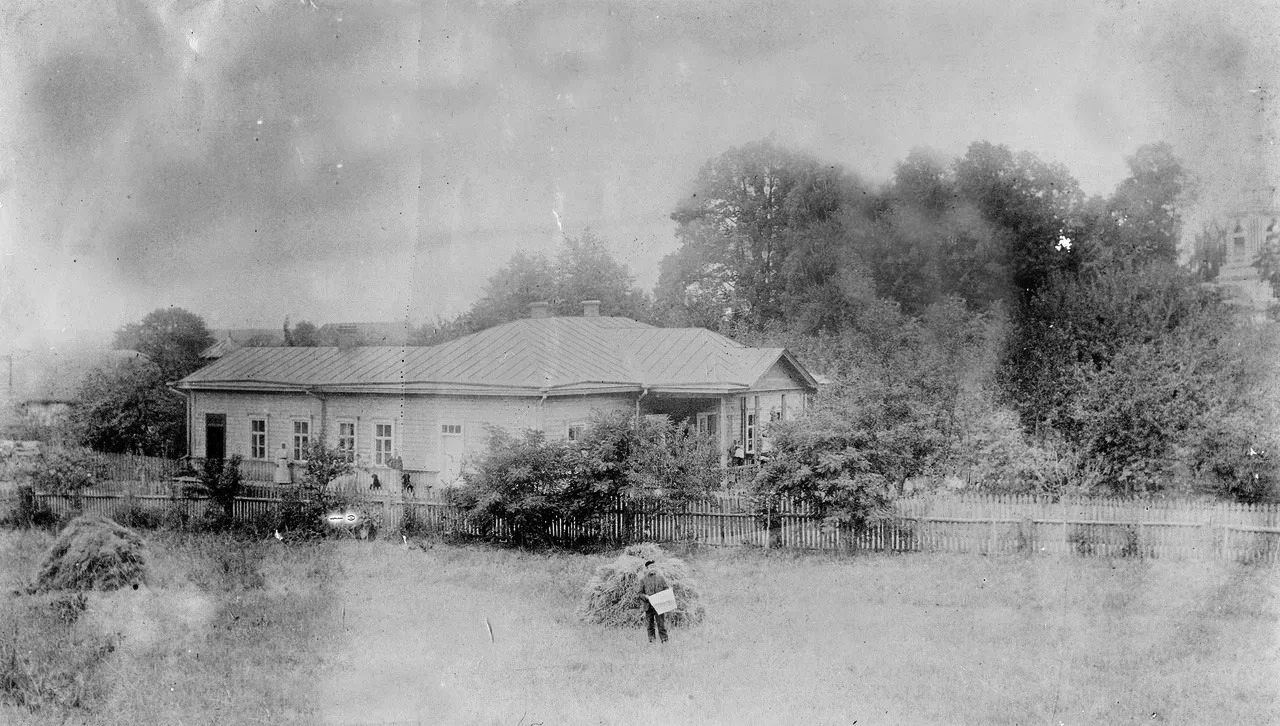
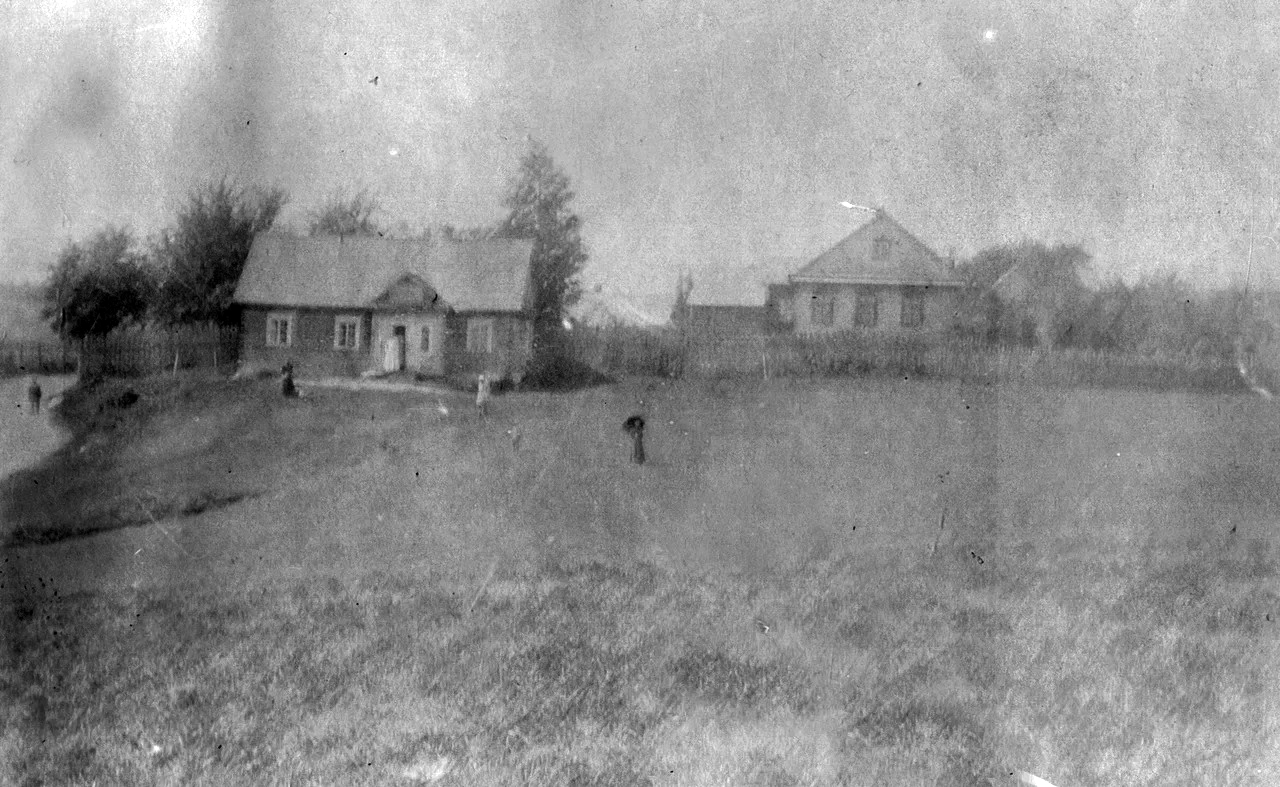

## Население

### Численность
- 2009 год — 382 жителя

### Динамика
- 1999 год — 275 человек (перепись населения)
- 2009 год — 382 жителя (перепись населения)

## События и мероприятия
- В Городище при раскопках в усадьбе-музее Старый Минск на донцах горшков XI века найдены трезубцы. По мнению некоторых исследователей, так обозначали сосуды из княжеского двора Всеслава Чародея[2].

## Достопримечательность
- Городище на Менке, местное название "Вал". Известно также как Строчицкое городище —   Историко-культурная ценность Республики Беларусь, шифр 613В000357.

Археологический комплекс из городища и поселения IX в. — середины XI в. на реке Менке (Мене) около д. Городище, в 1,5 км к северо-западу от д. Строчица Щомыслицкого сельсовета Минского района.

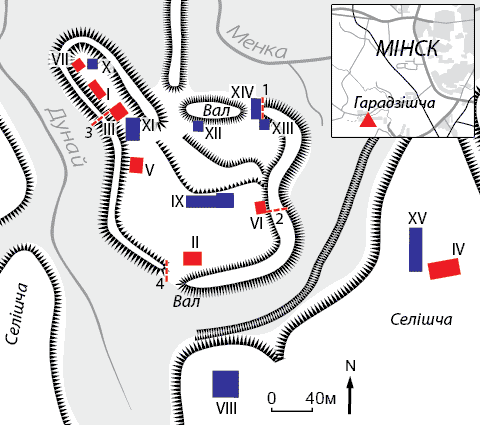
Схема городища и селища на реке Менке
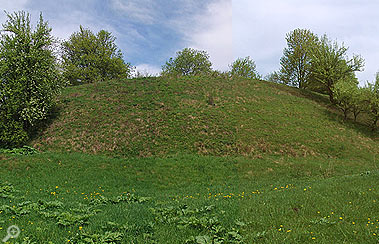
Оборонительный вал городища на Менке с южной стороны
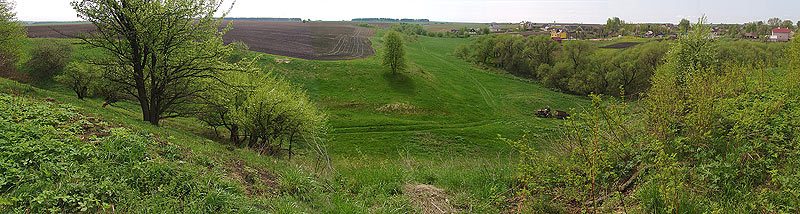
Вид с южного вала на территорию поселения южнее городища

Вид на юго-восточную и южную части оборонительного вала со стороны внутренней площадки большого городища
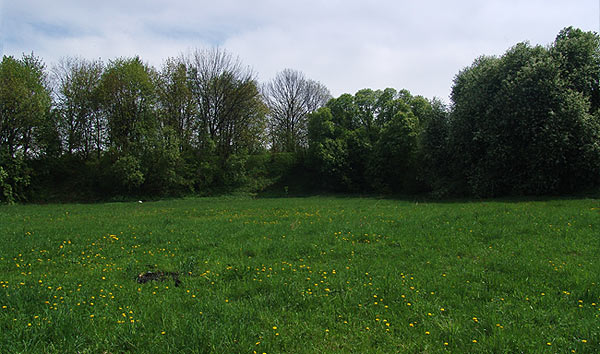
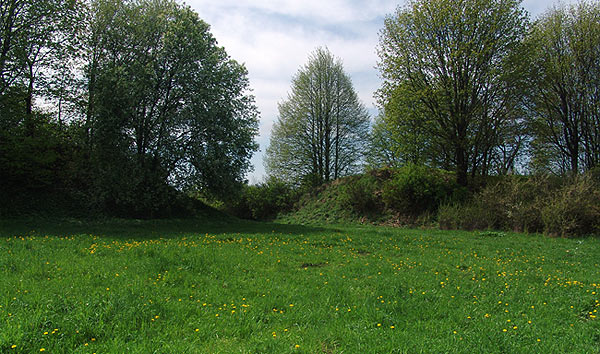
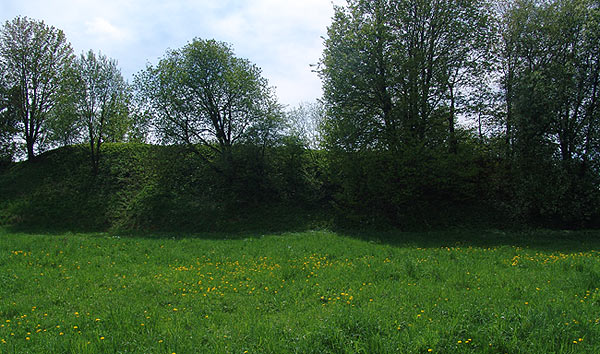

- Река Менка, давшая название столице Беларуси Минску (Менску) — правый приток реки Птичь. Берет свое начало в Городище. В районе Городища на Менке в реку некогда впадал ручей Дунай (сейчас пересох, осталось русло).
- Могилы середины XVI в. (археологический объект). Исследованные археологами в 2012 году, отнесены к самому раннему периоду существования деревни. Находятся с противоположного от Минского выхода из вала, на настоящее время никак не обозначенные на местности.
- Никольская церковь.
- Памятный знак по случаю 470-летия поселения (отчисленного от 1547 года). Установлен в 2017 году на площади в деревне.

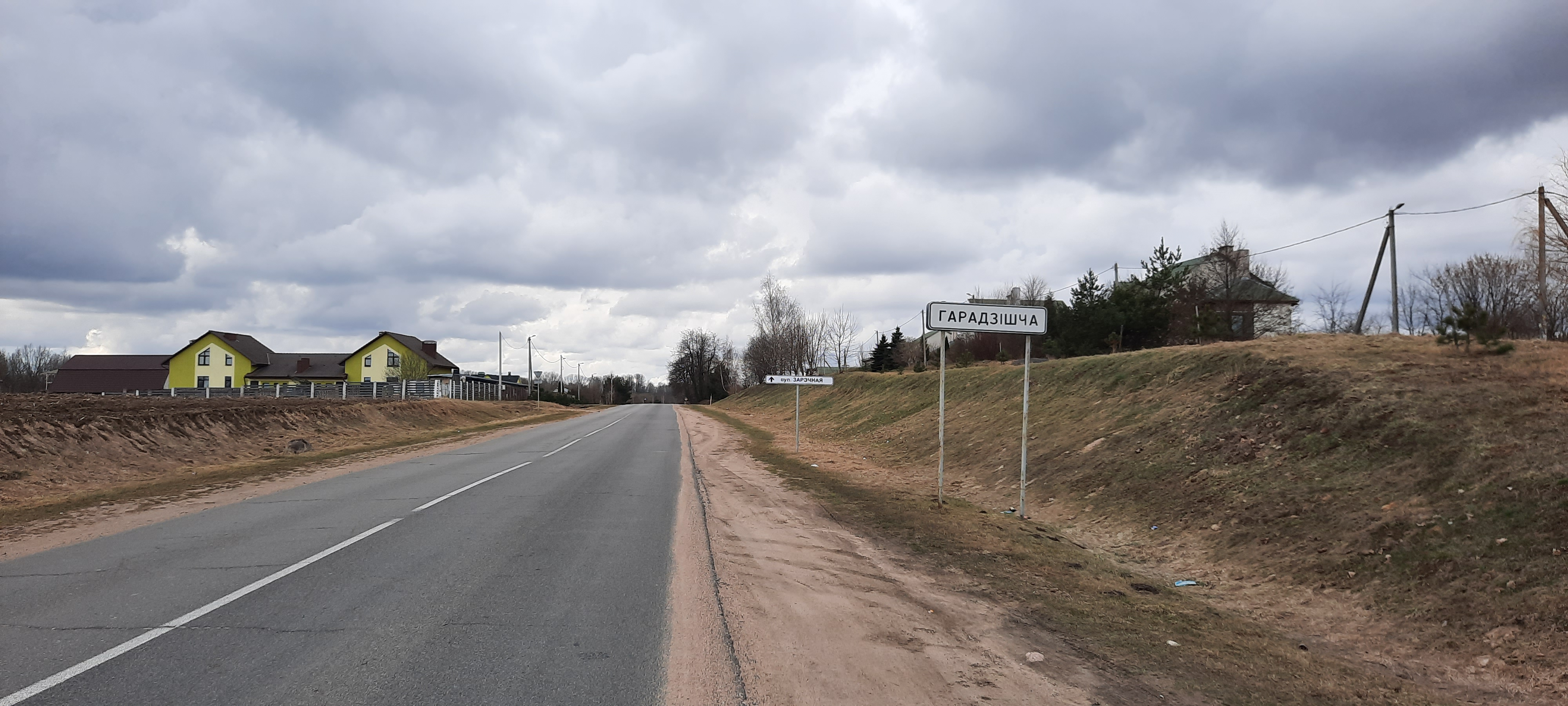
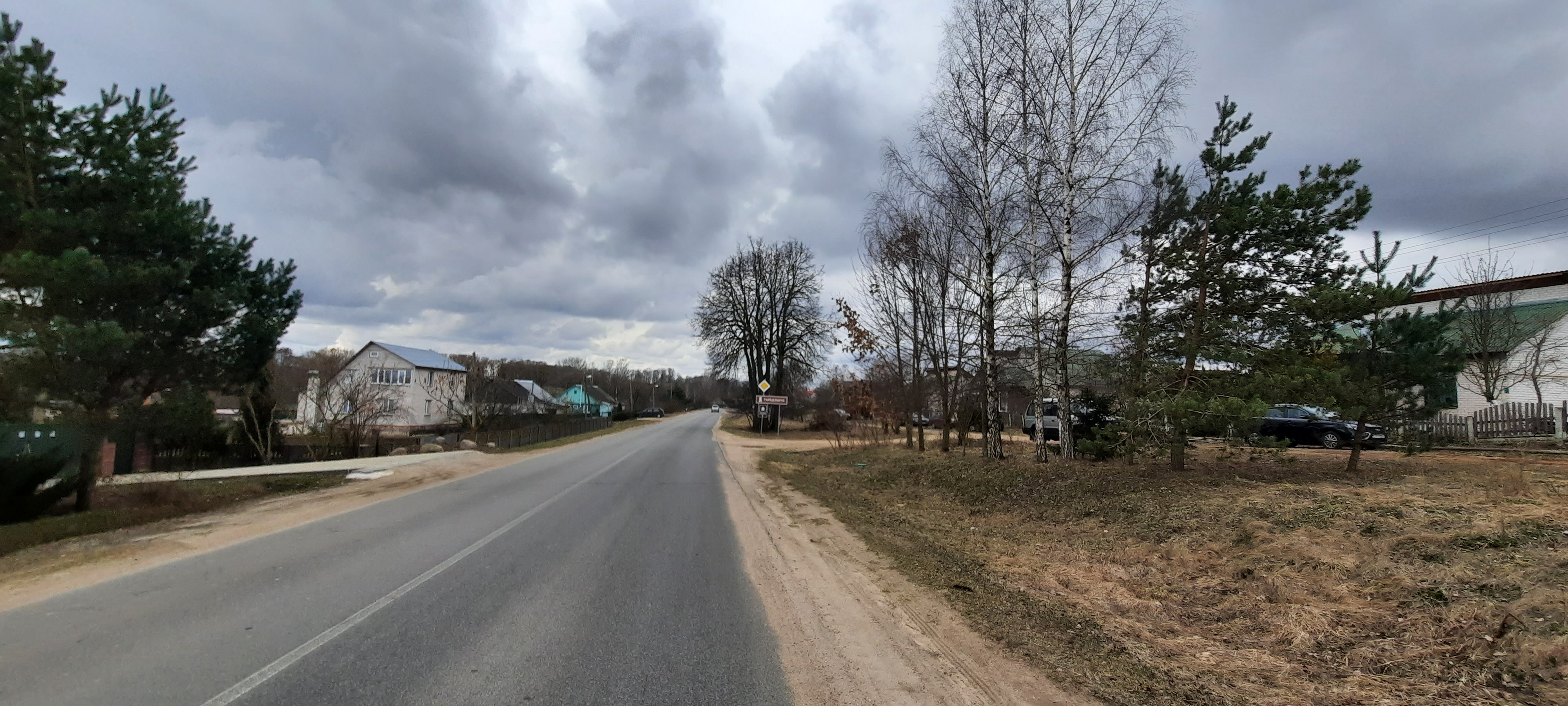
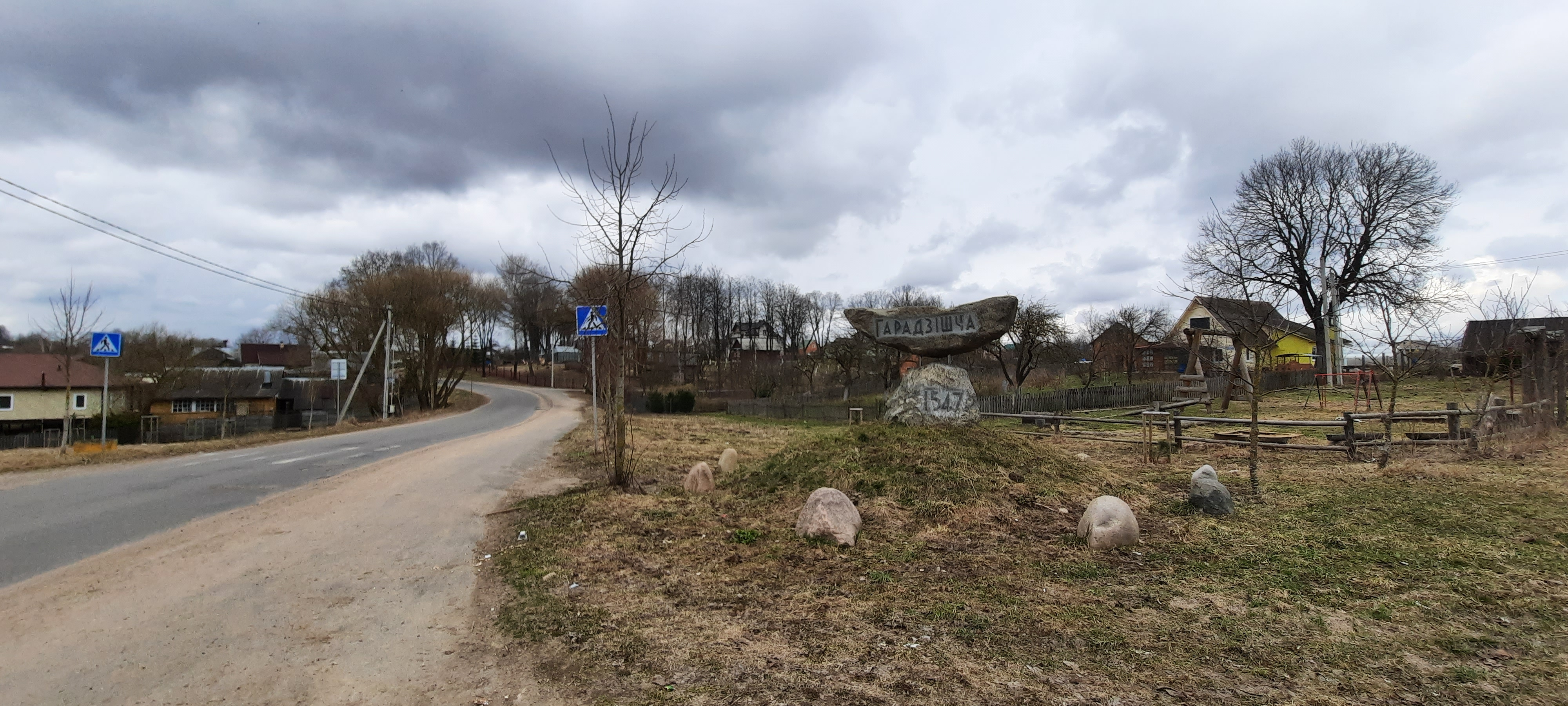
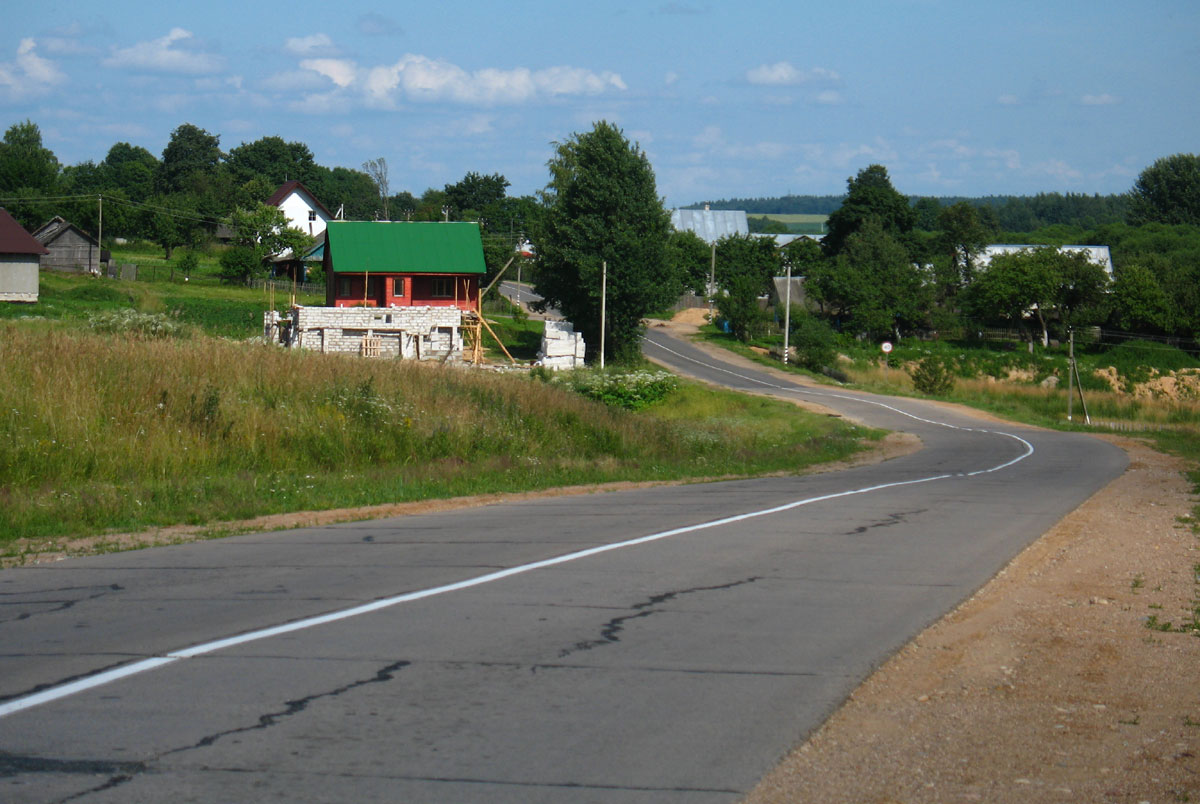
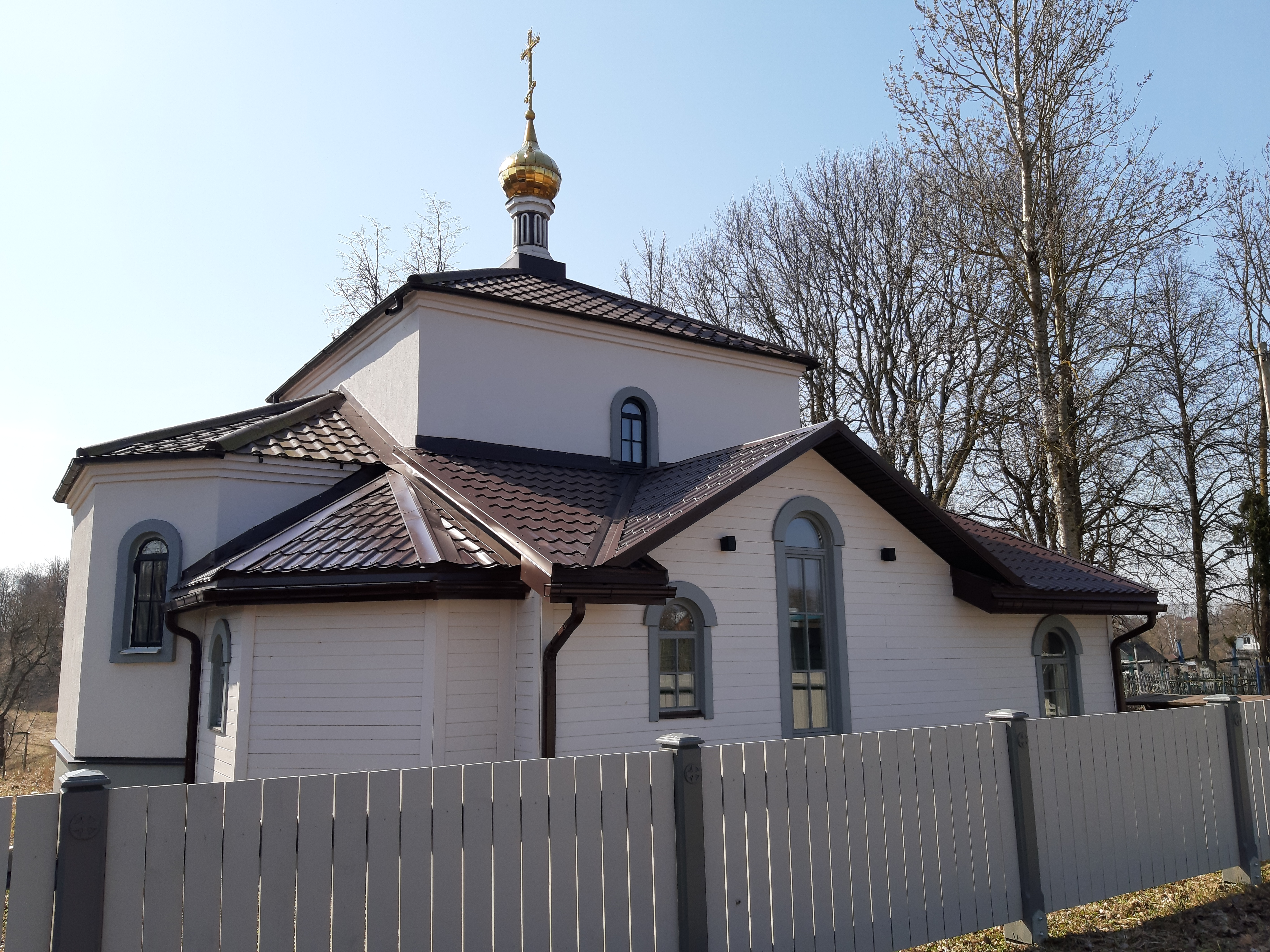
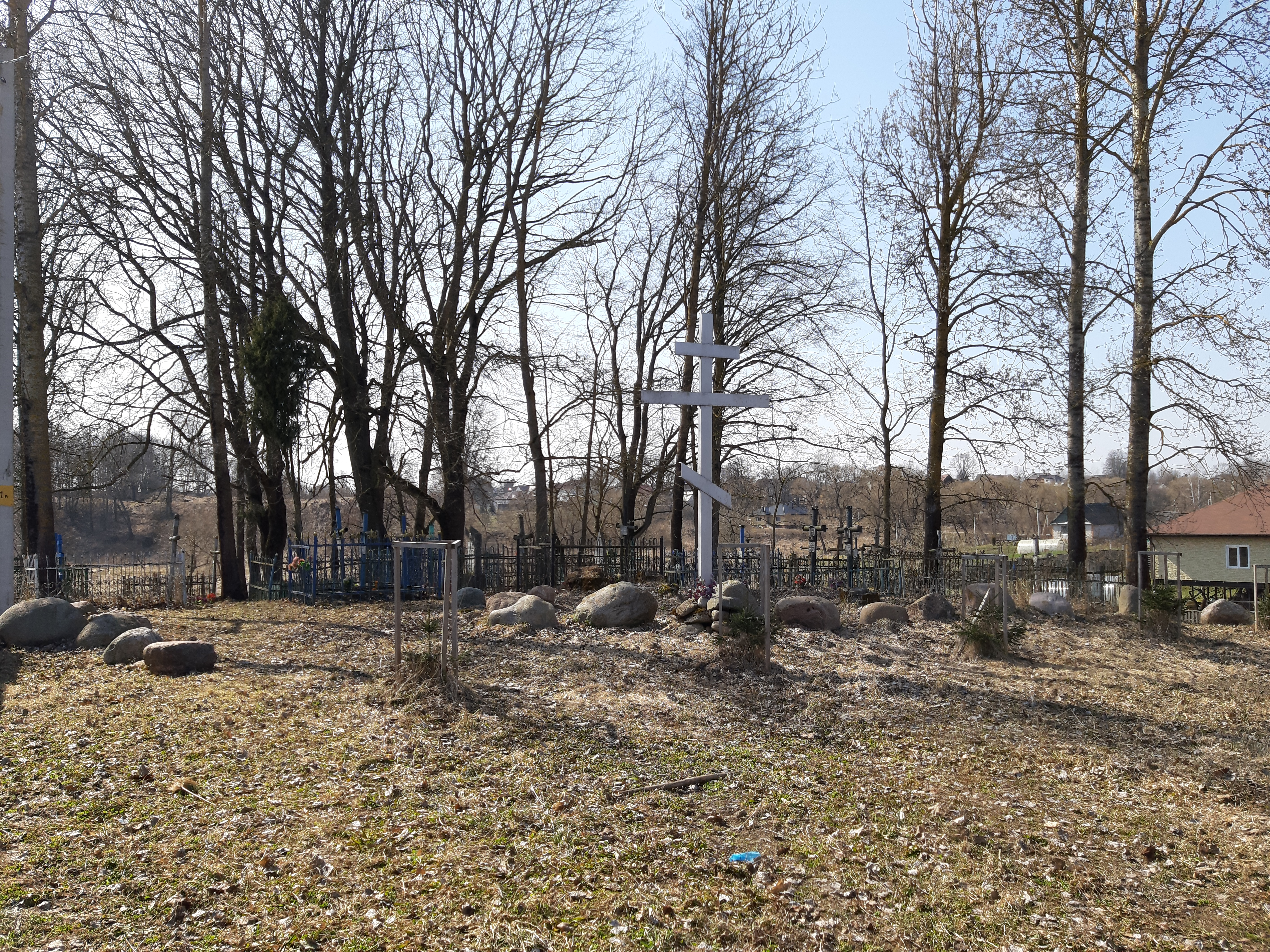
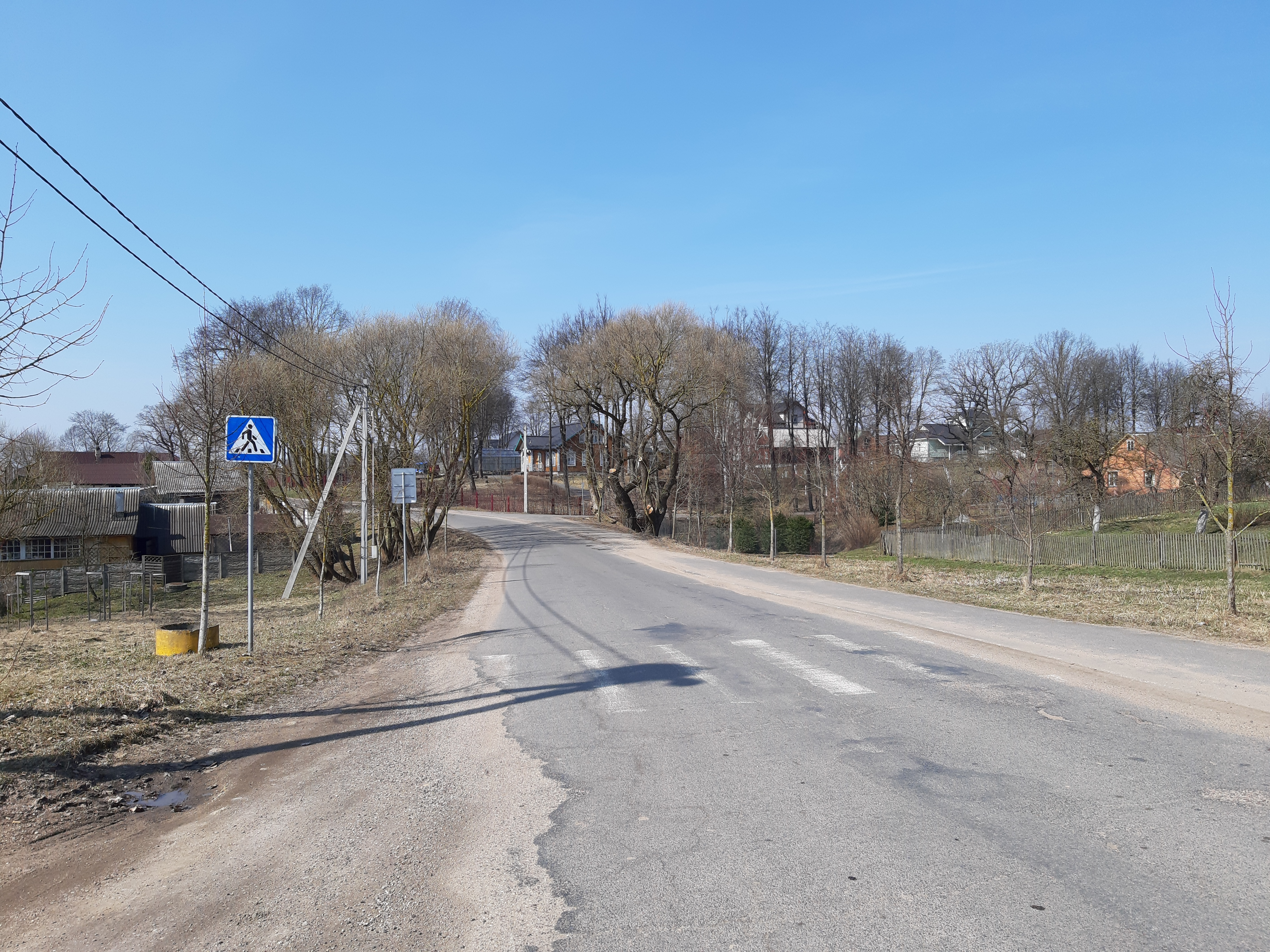
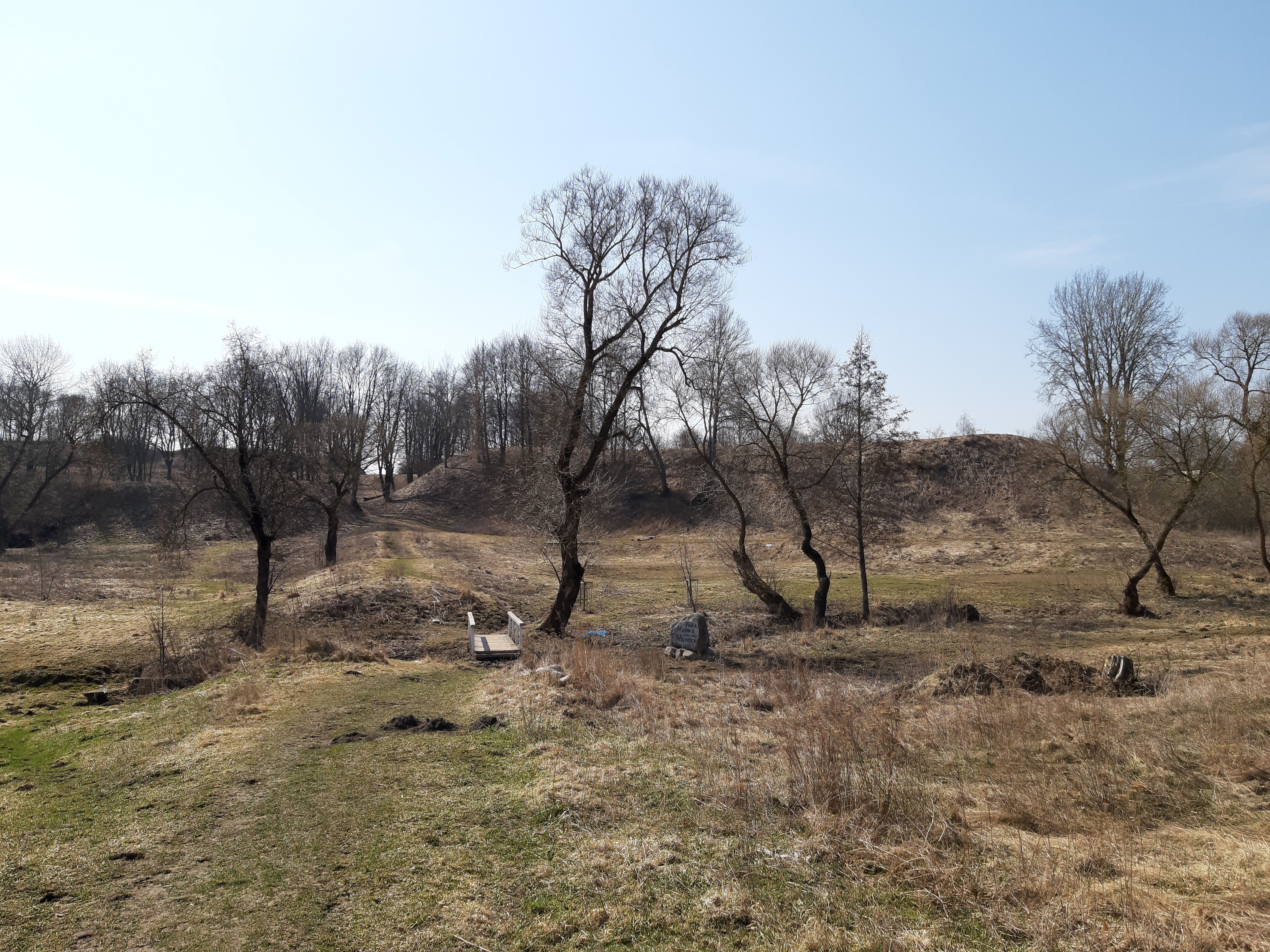
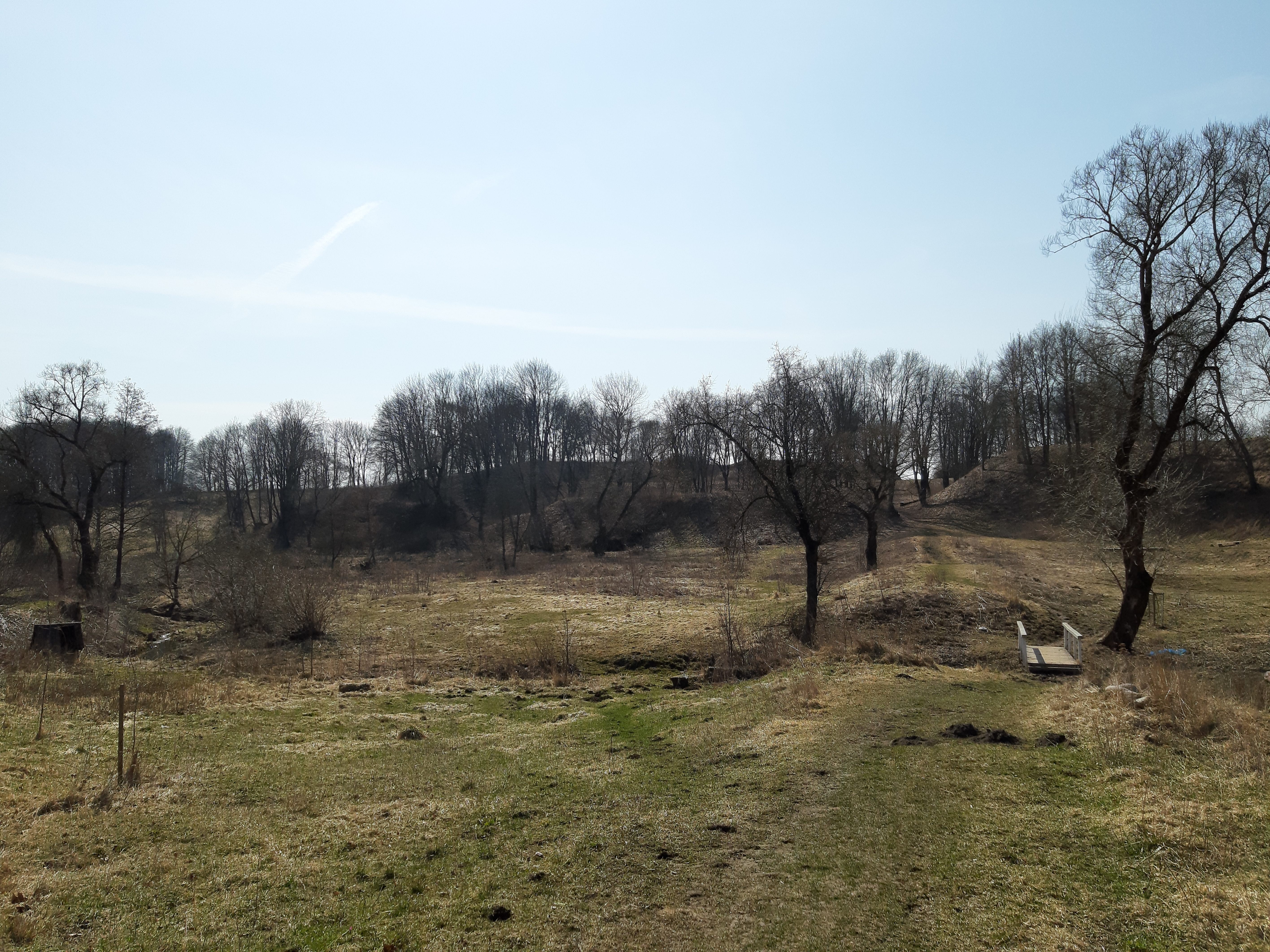
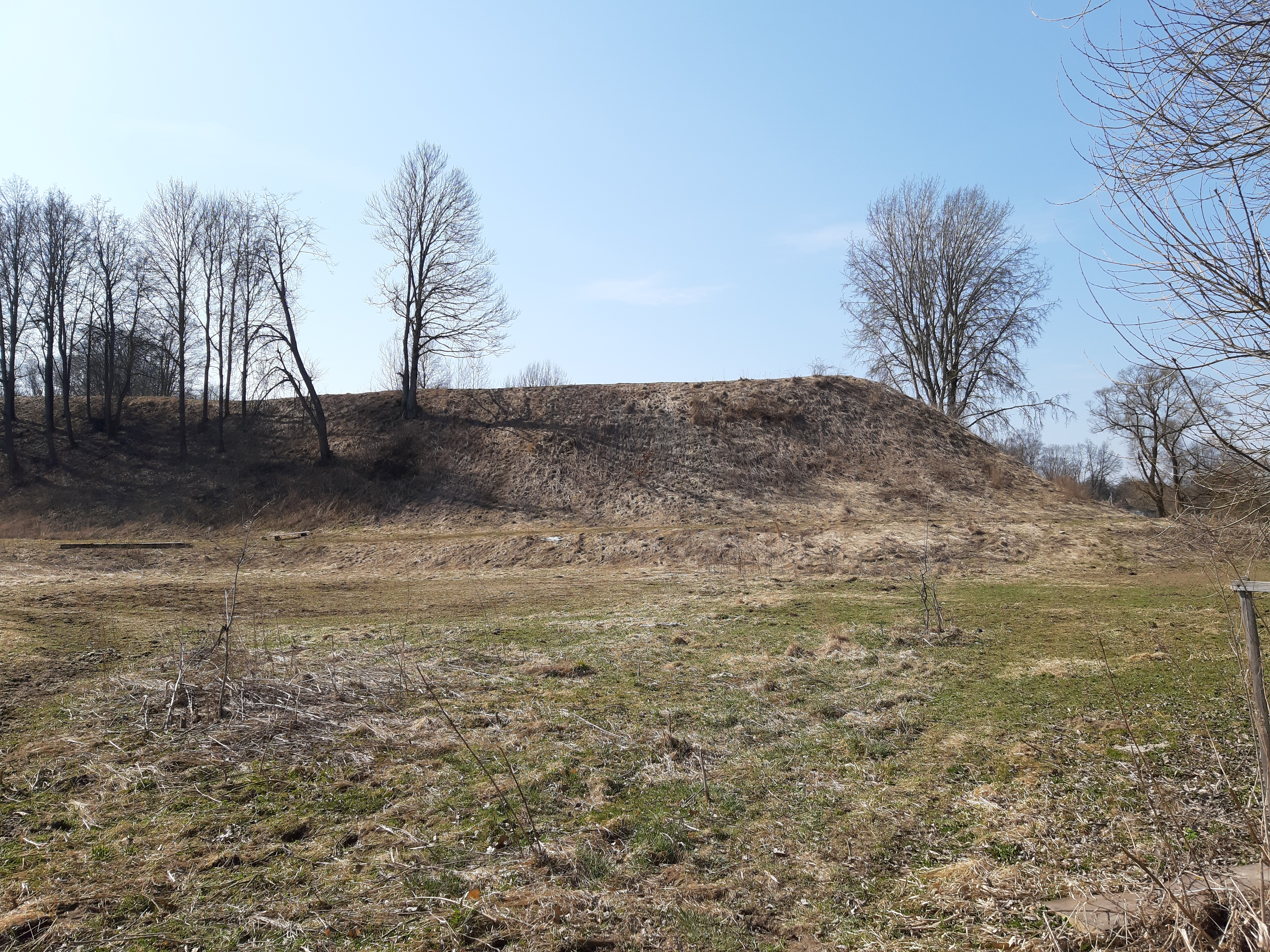
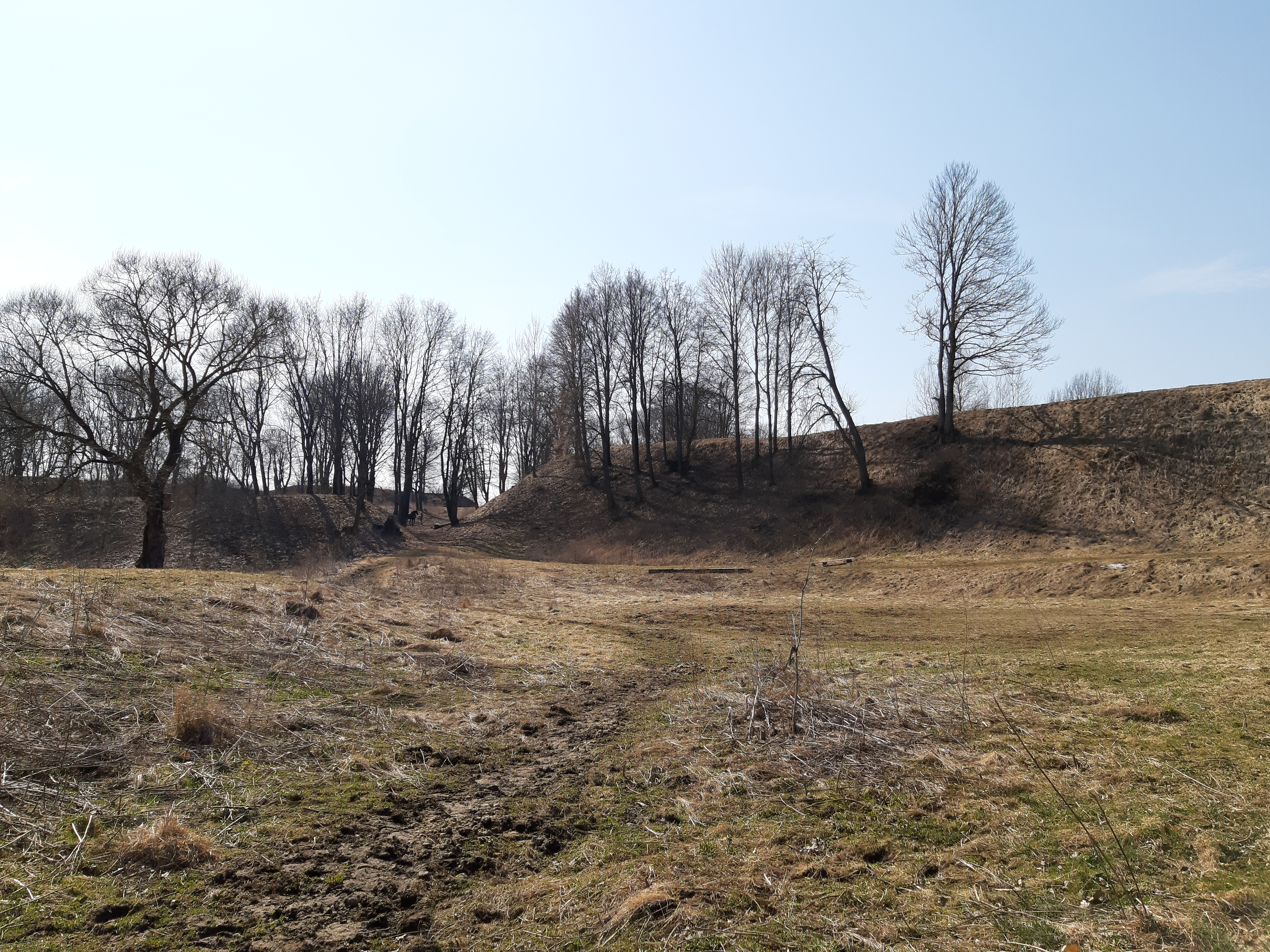
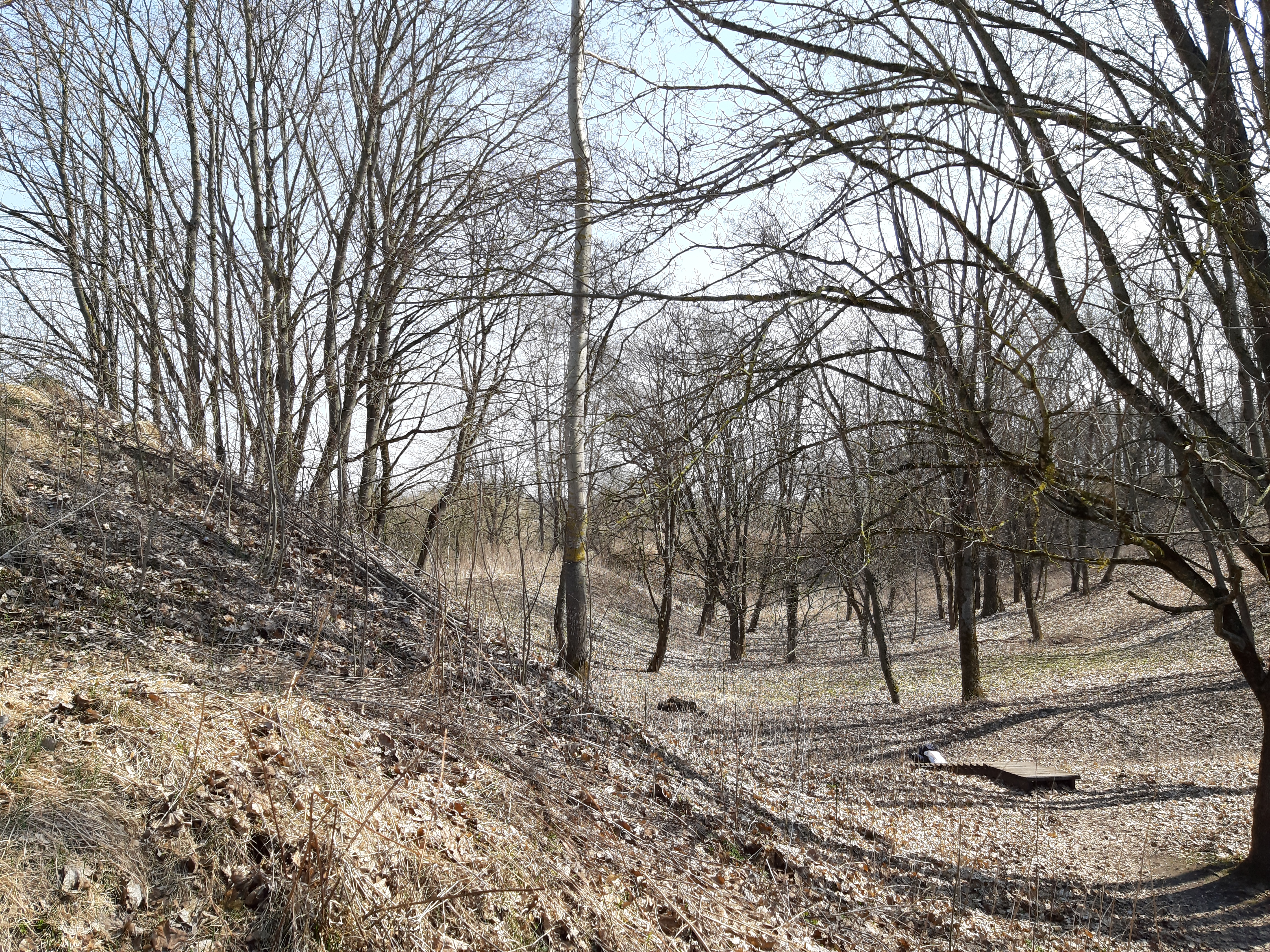
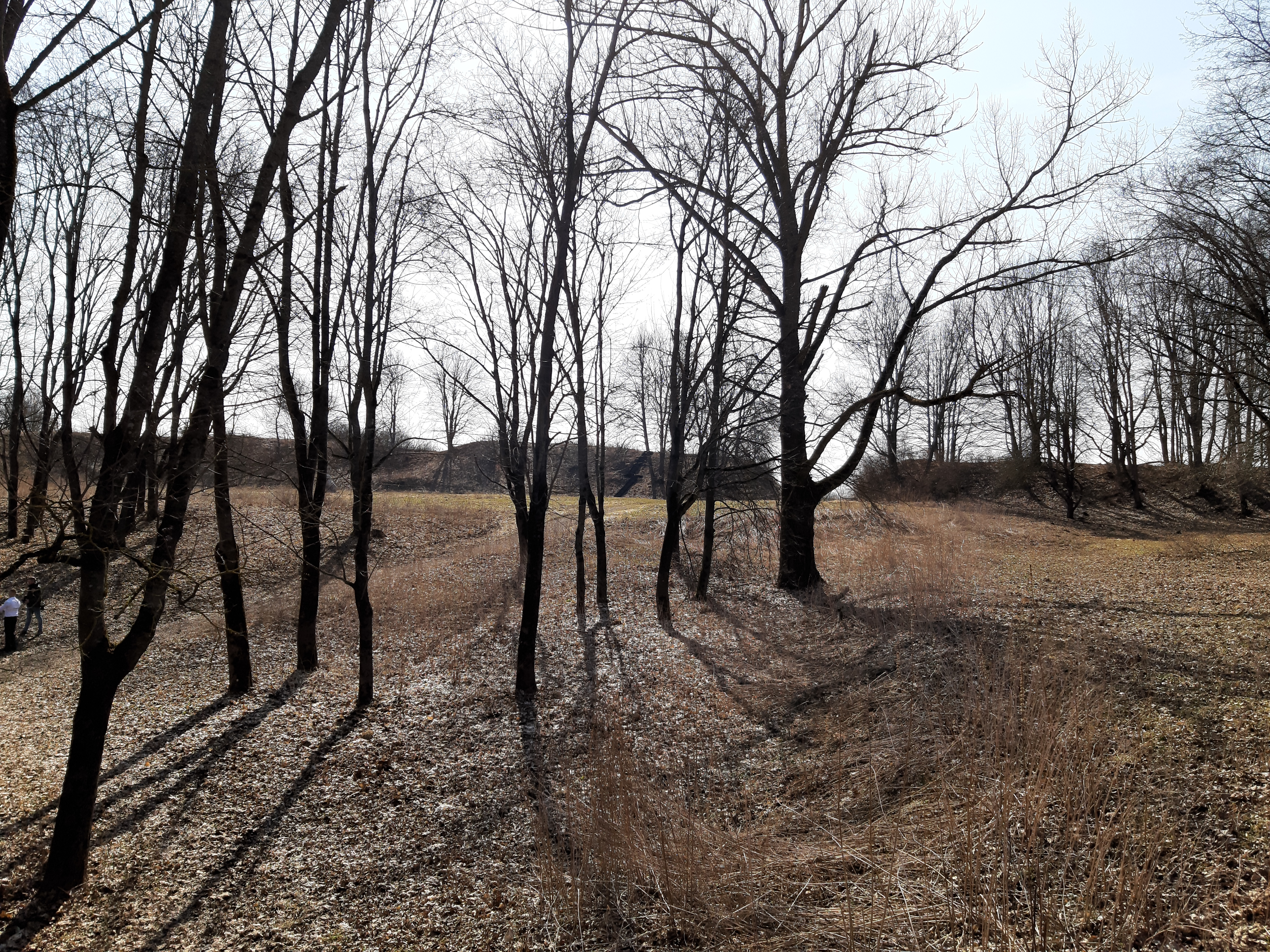
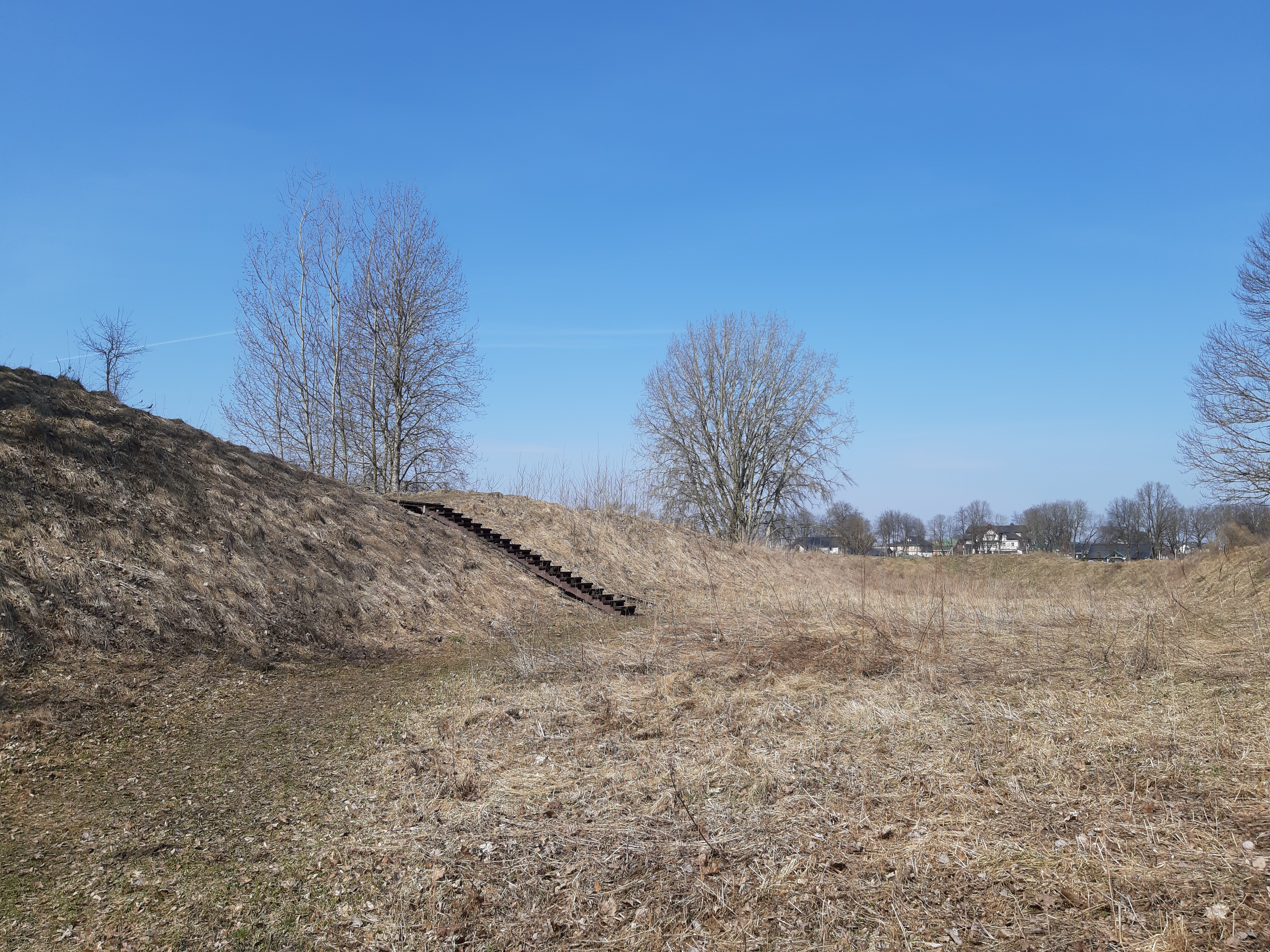
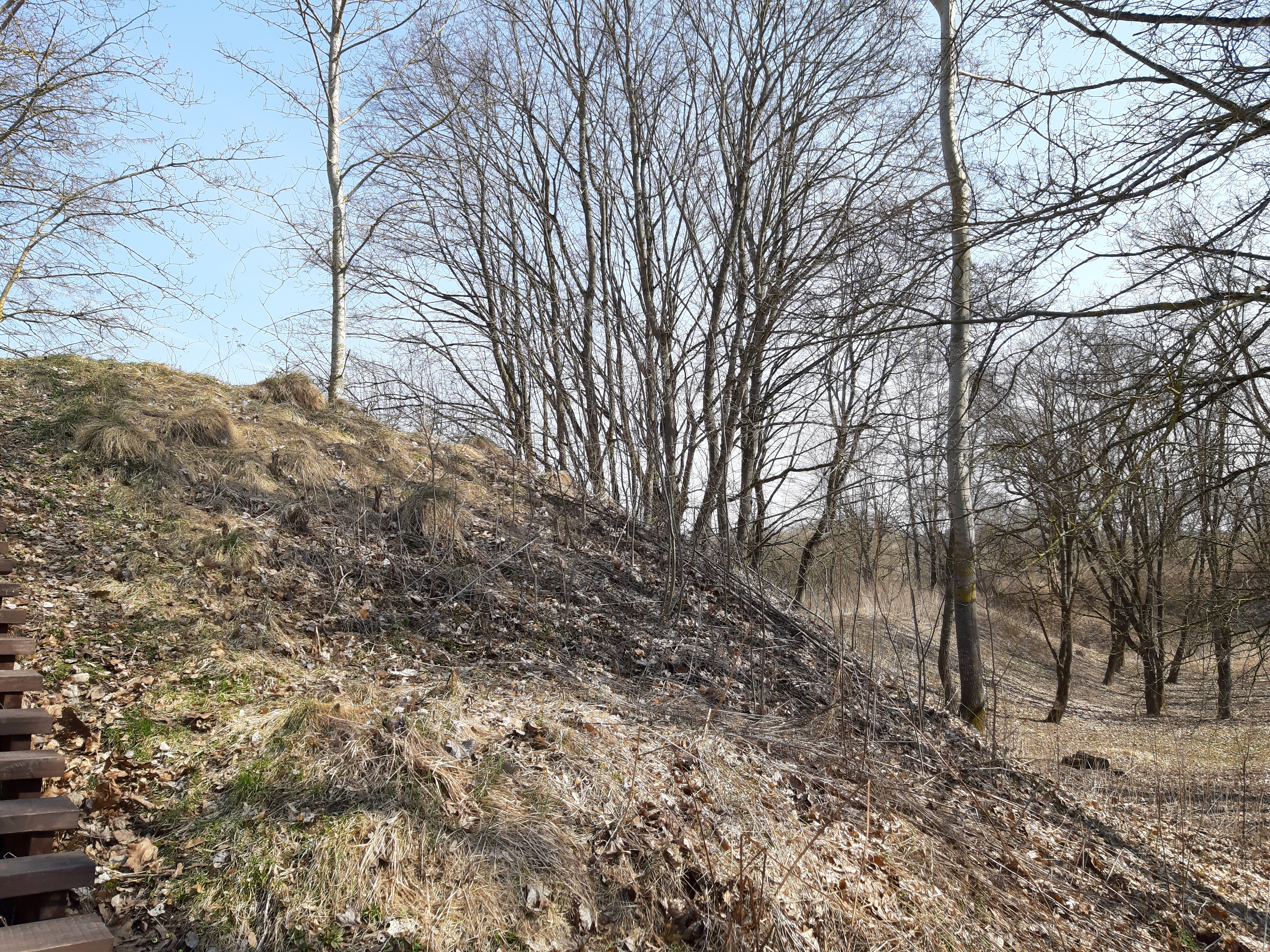
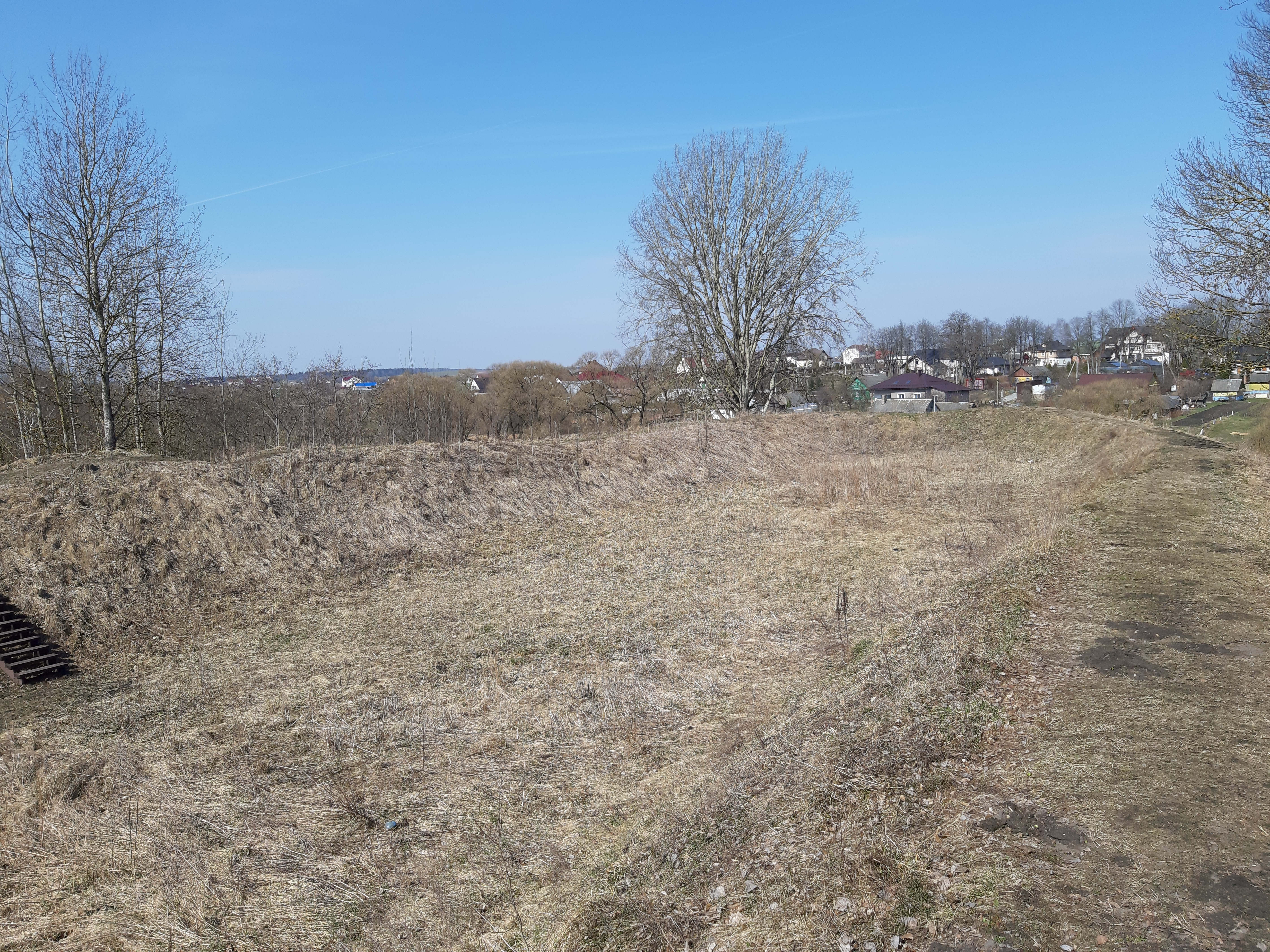
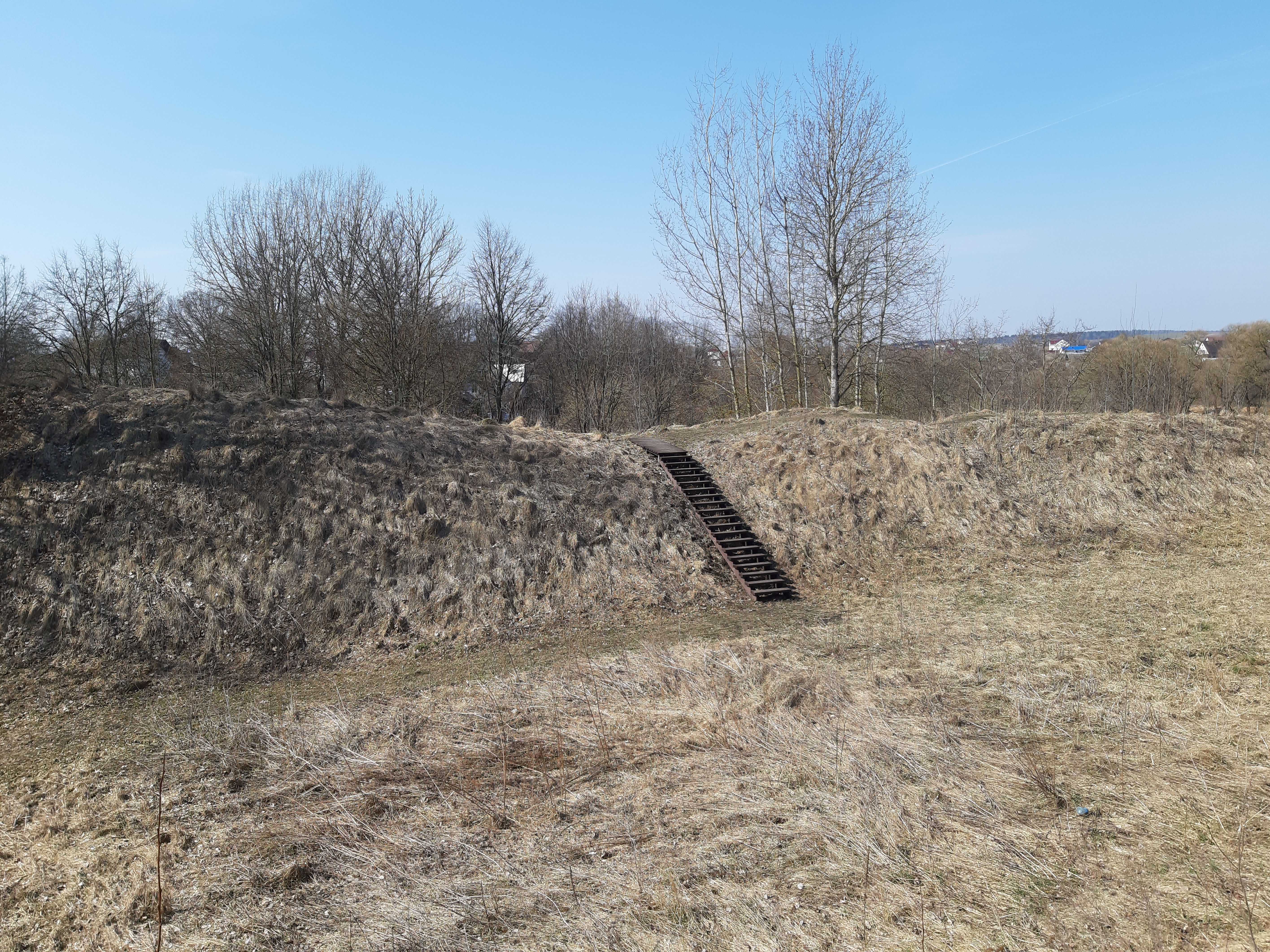
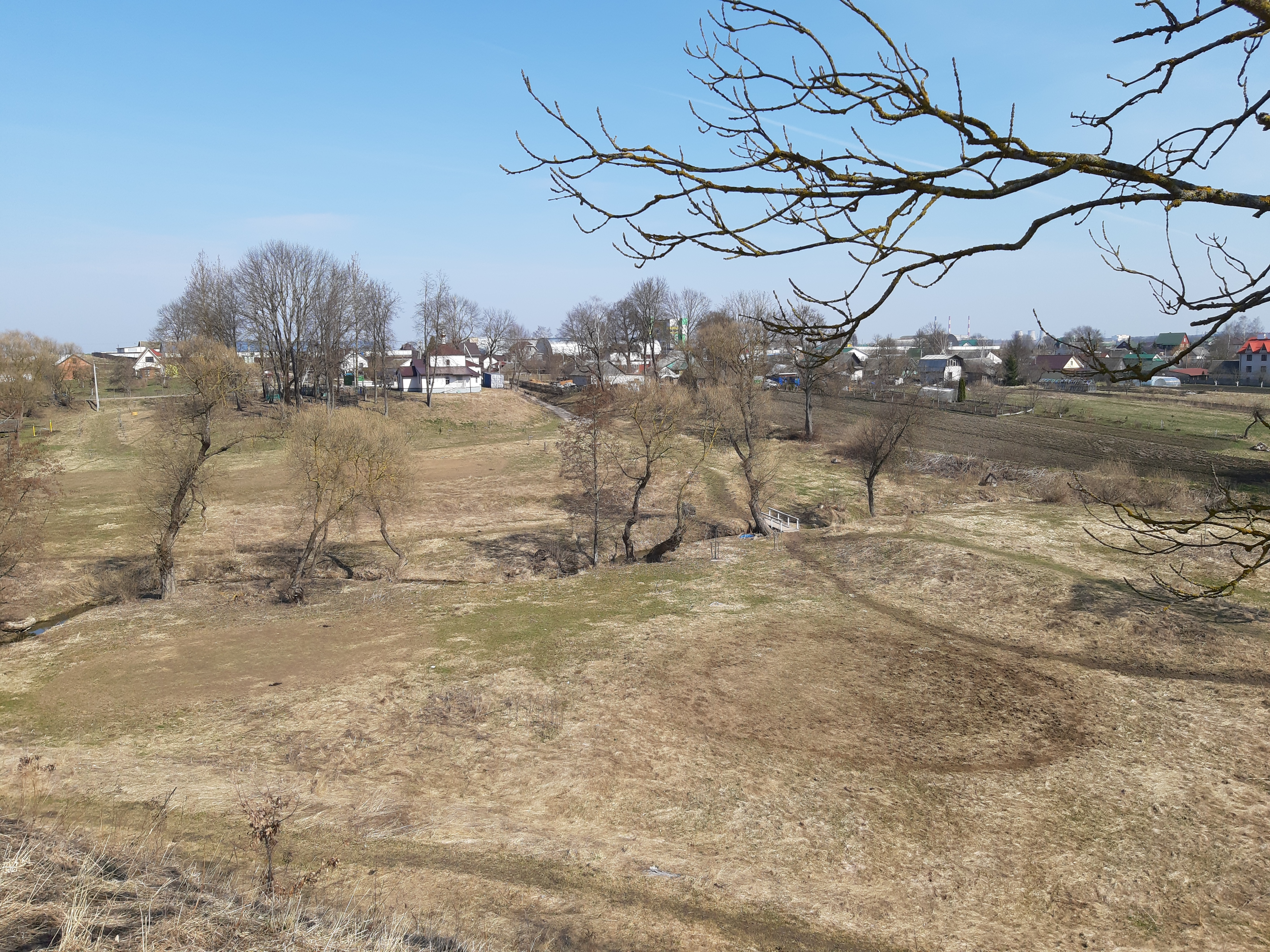
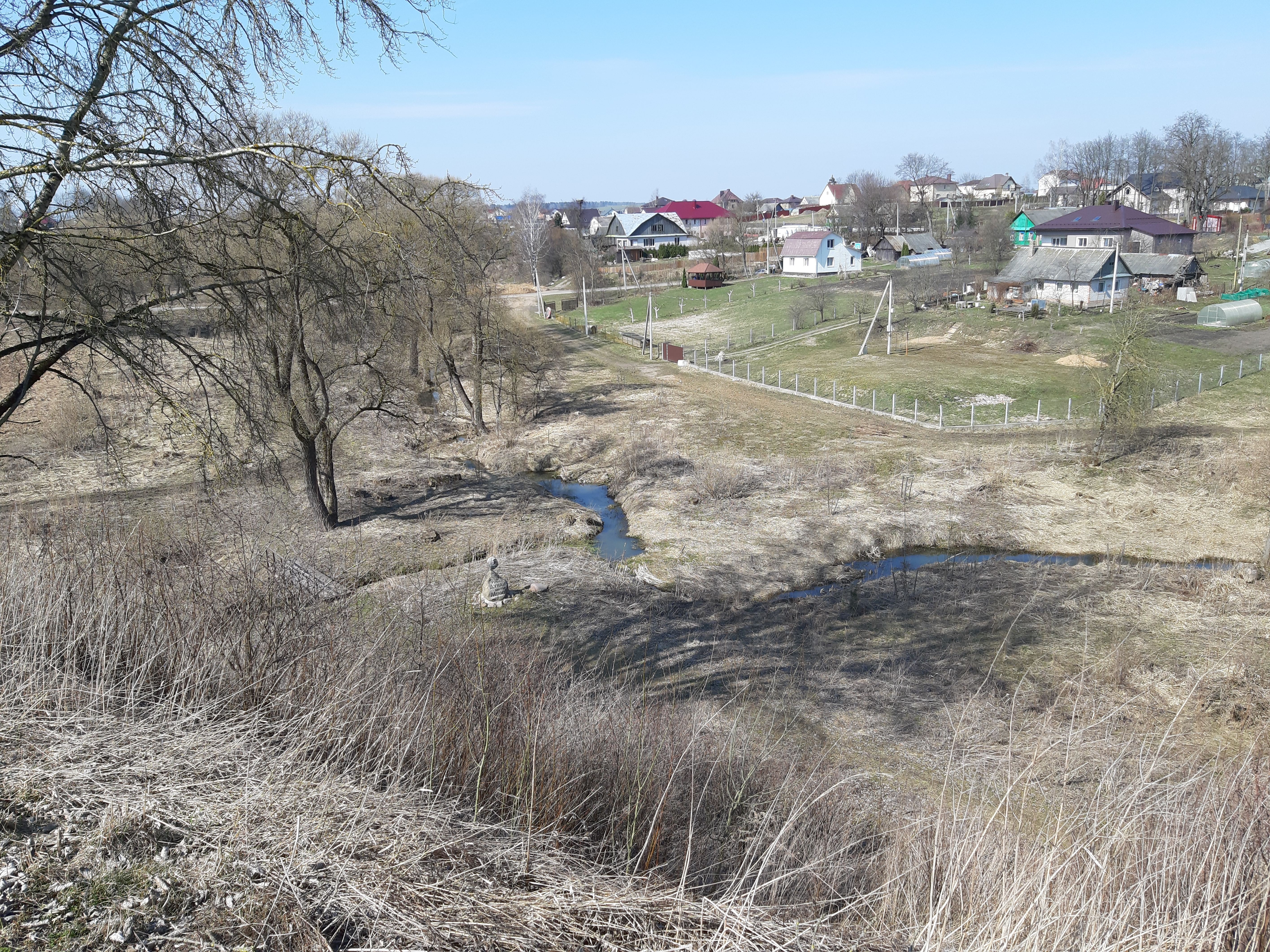
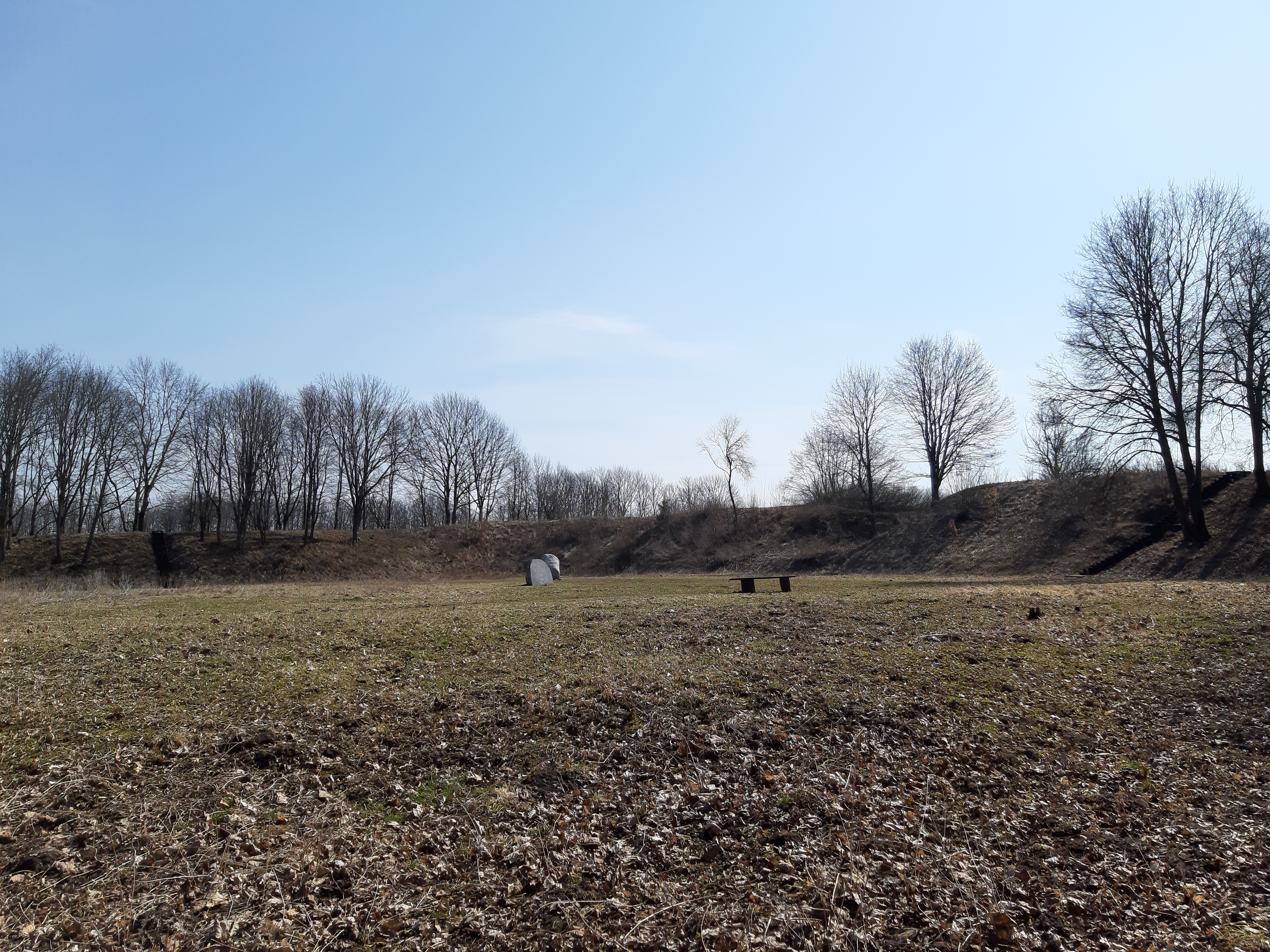
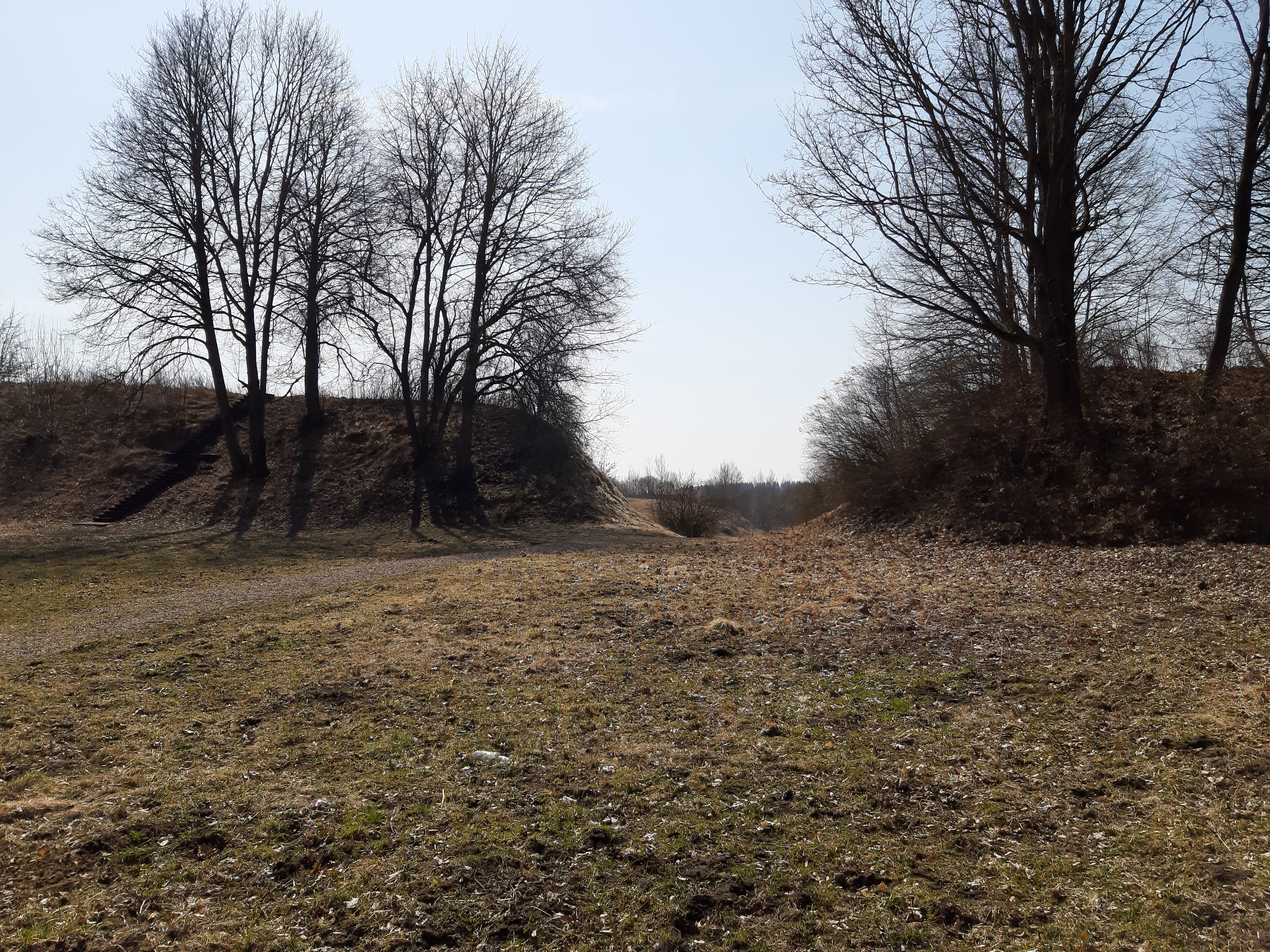
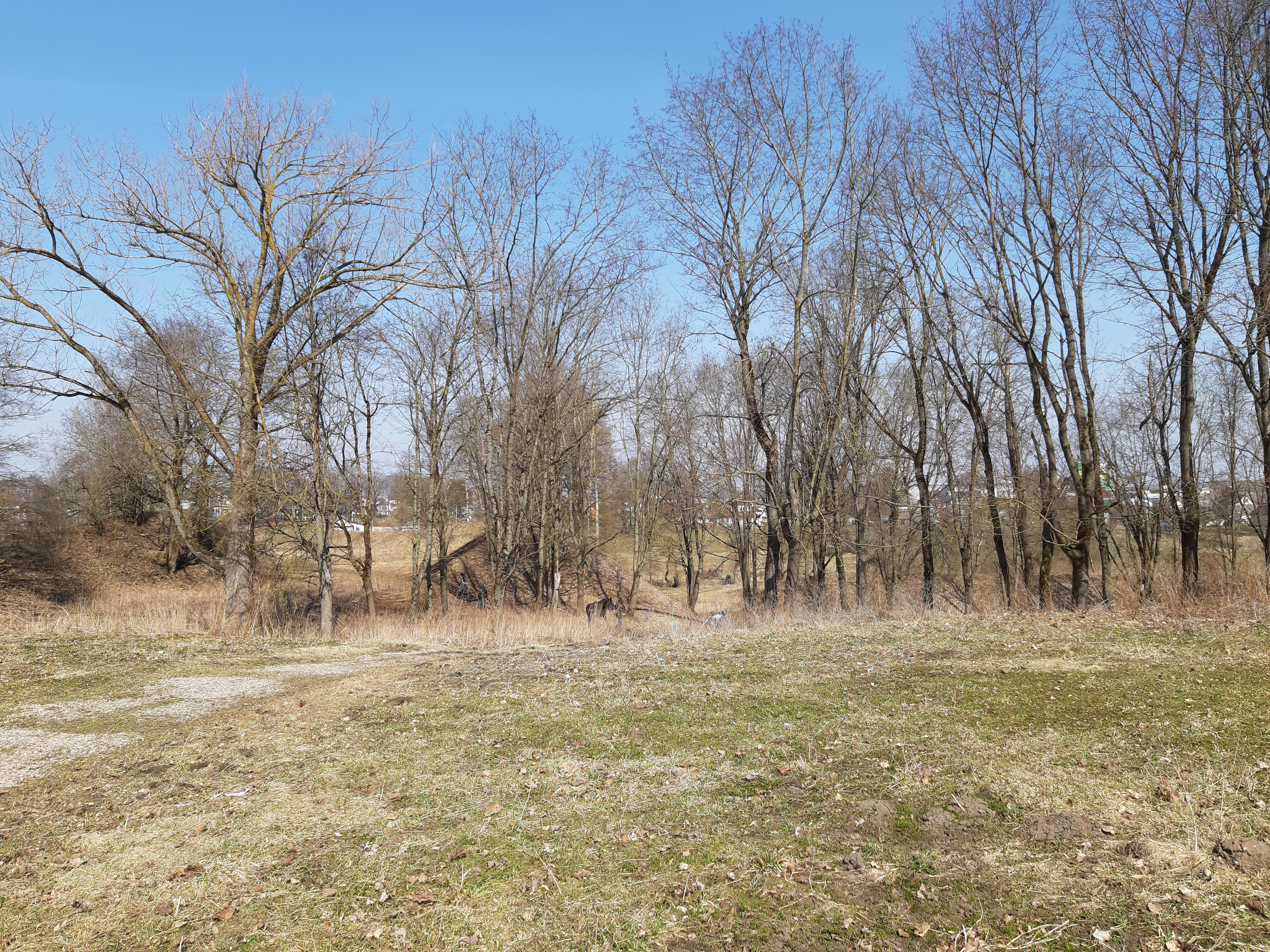
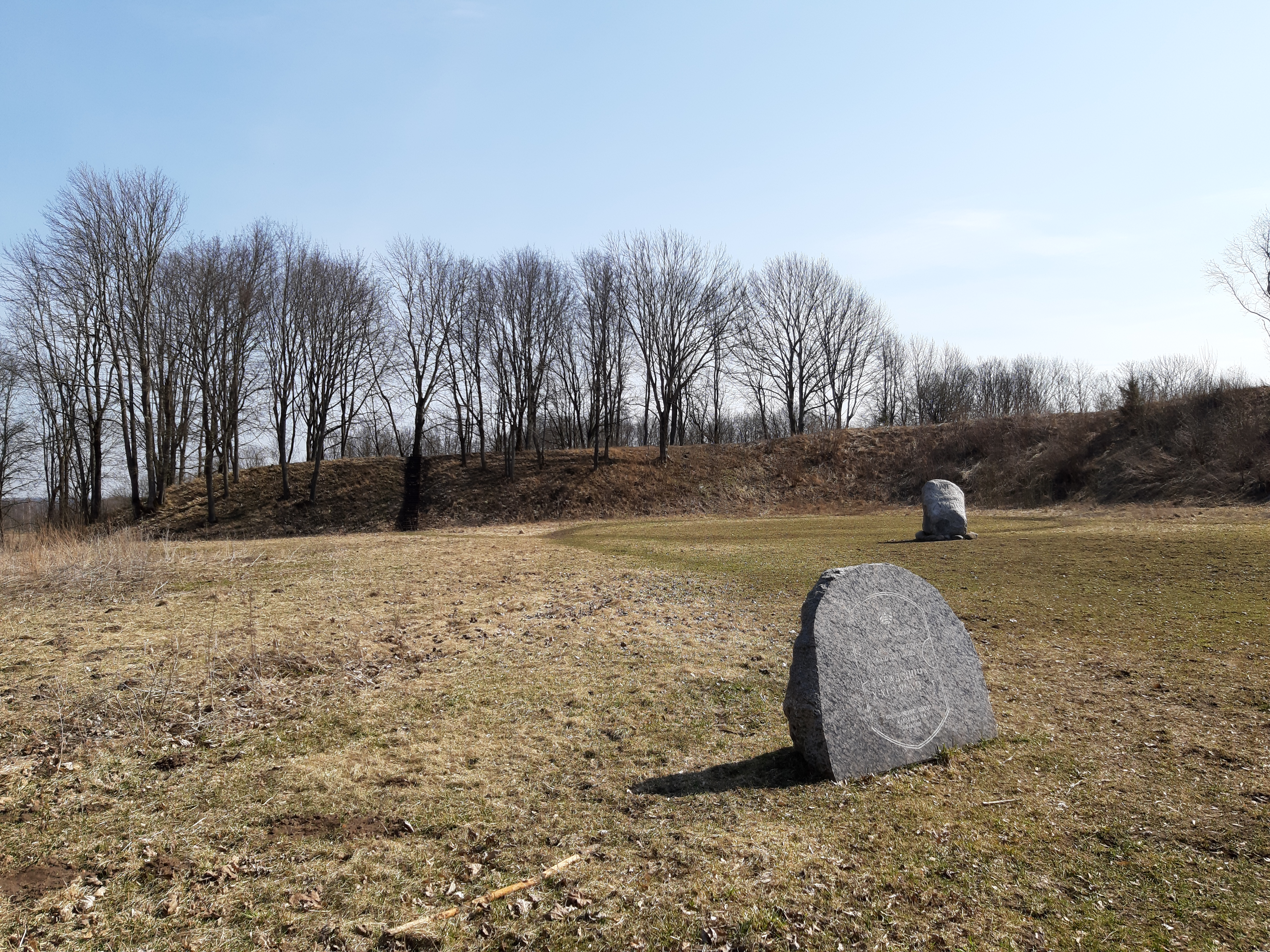
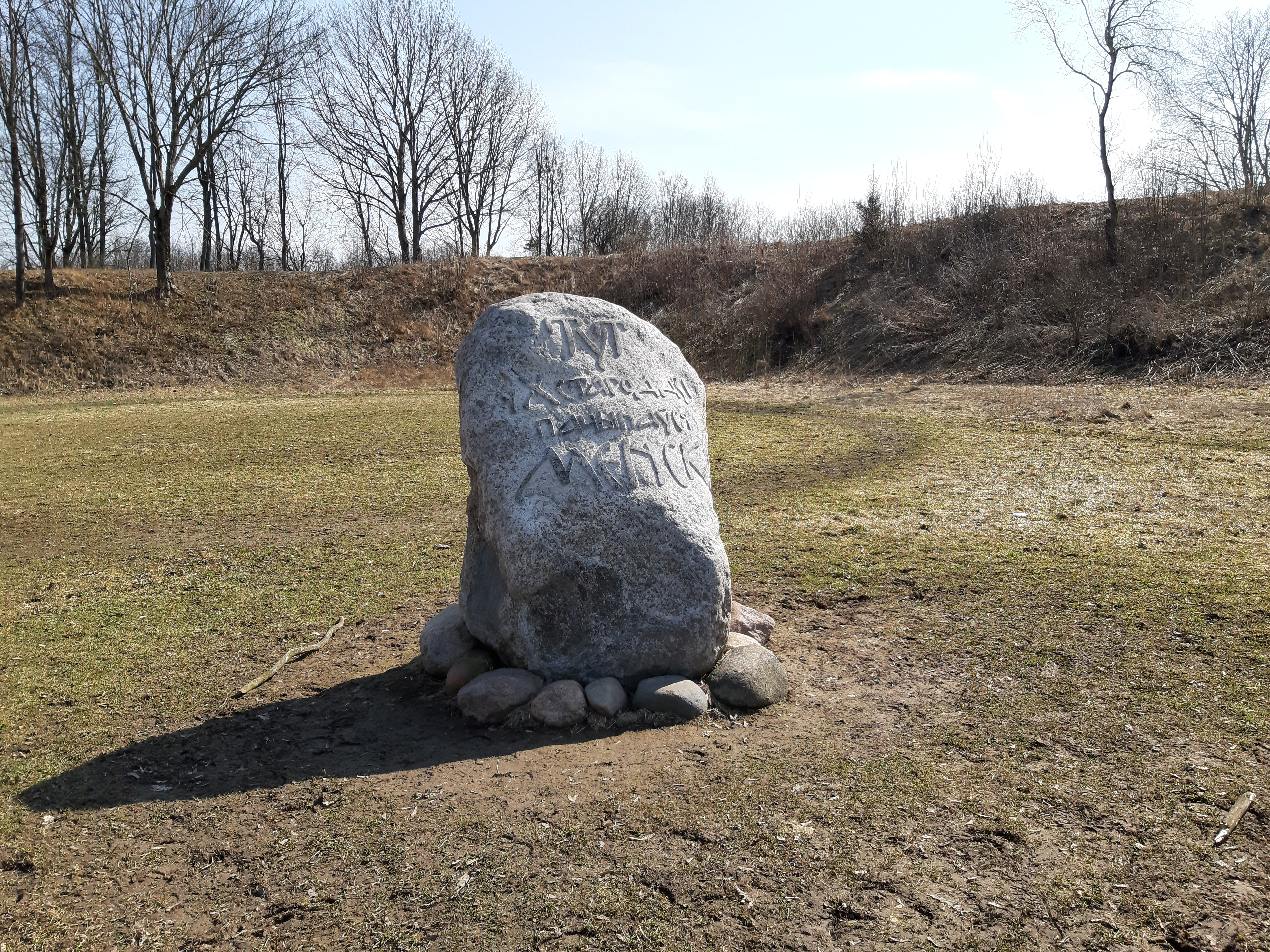
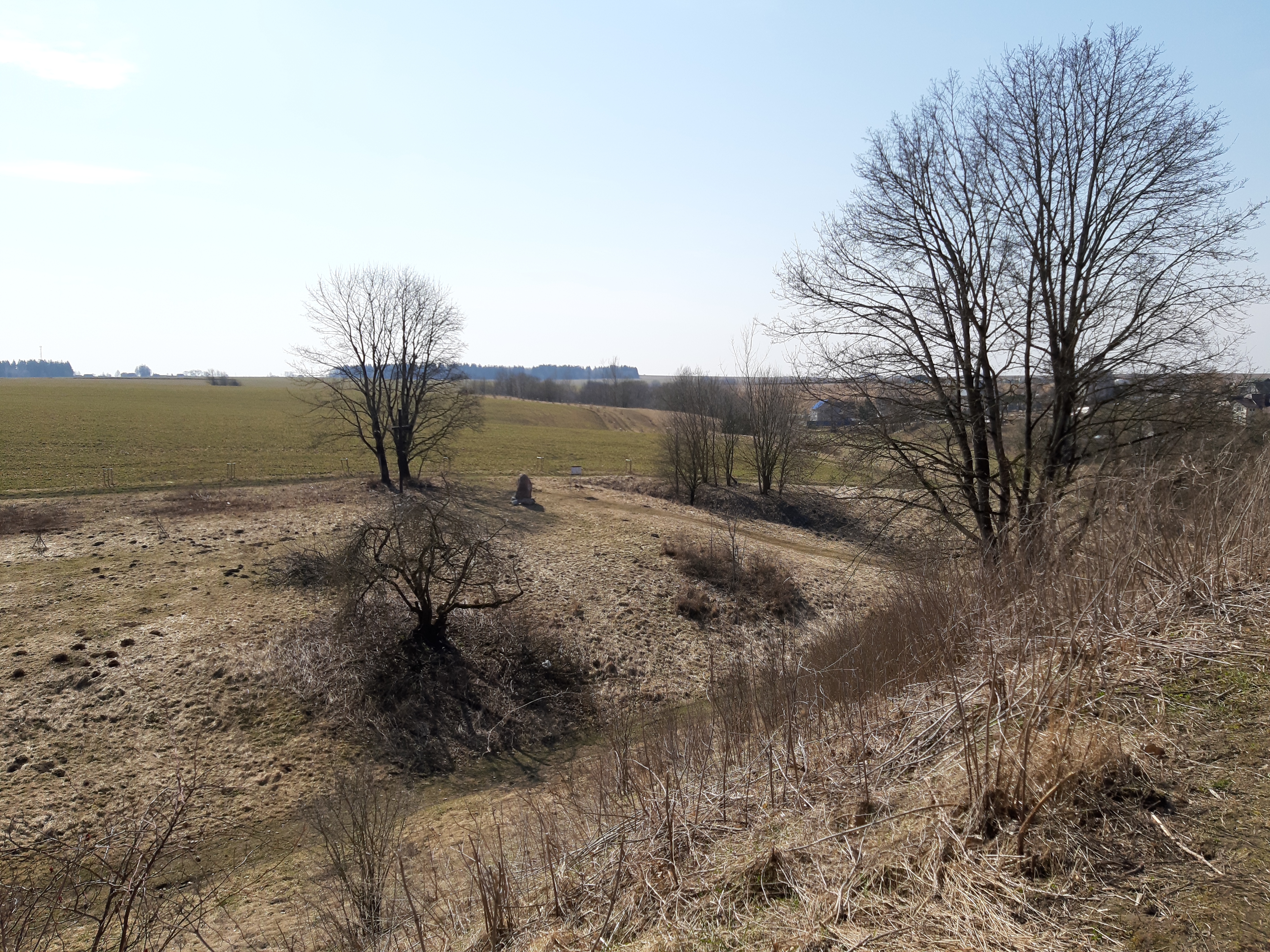
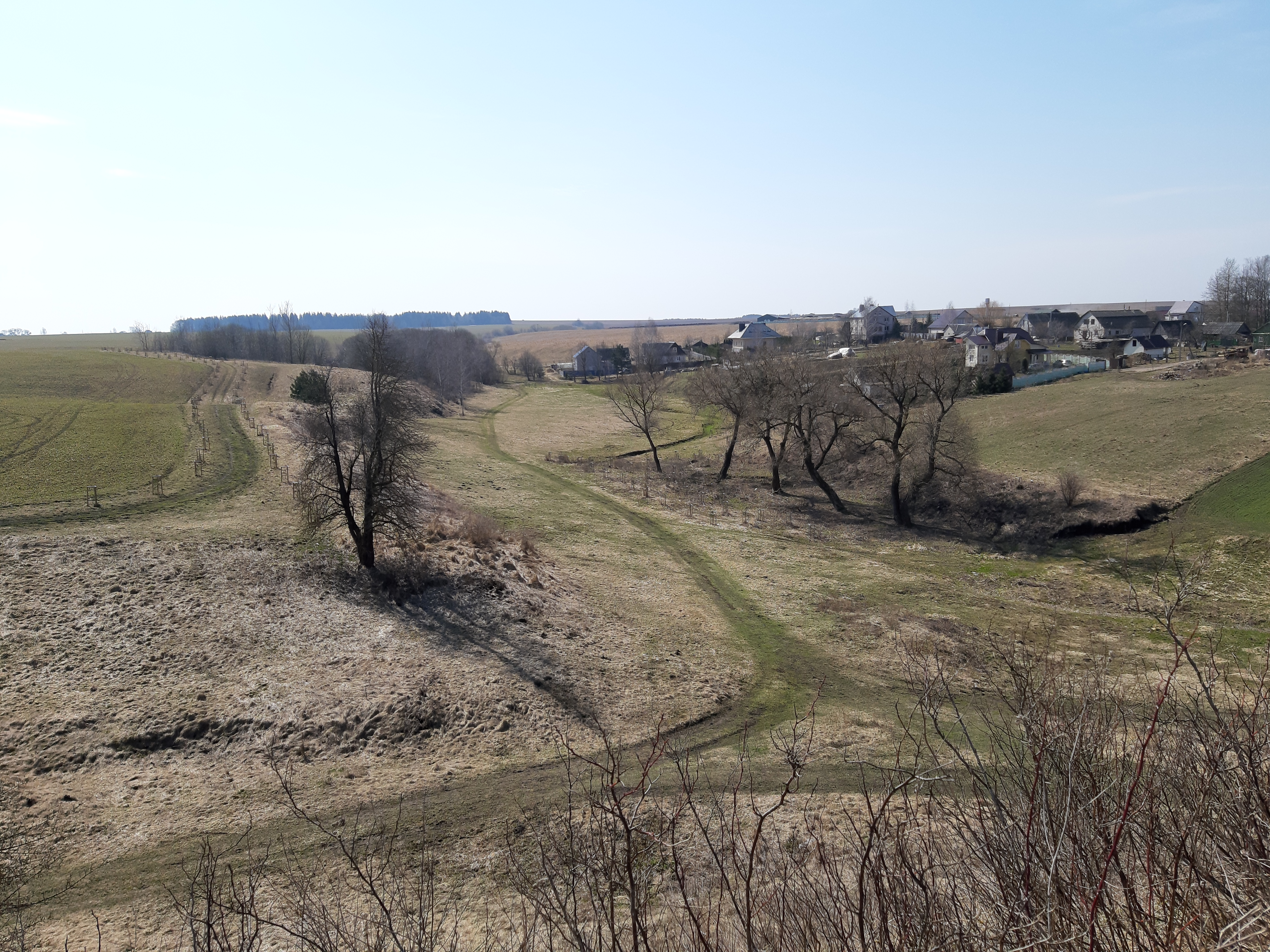

## Известные лица

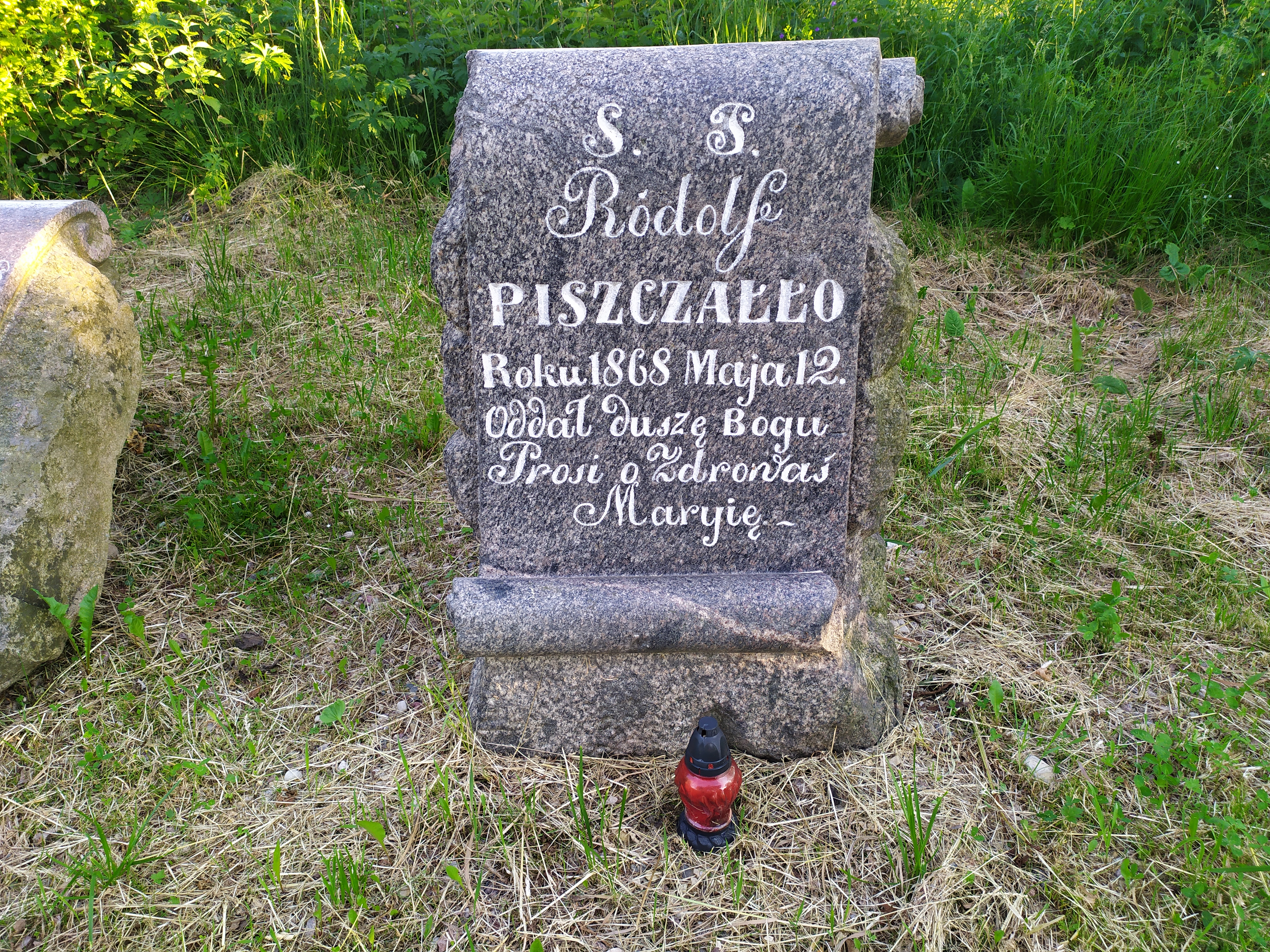
Могила Рудольфа Пищало

- Рудольф Пищало (1788—1868) — подрядчик строительства в 1825 году городской тюрьмы в Минске (ныне СИЗО-1), позже известной под названиями «Пищаловский замок» и «Володарка». Умер и похоронен в Городище.
- Станислав Пищало (умер 20 ноября 1807) — хорунжий конной гвардии войск ВКЛ. Умер и похоронен в Городище.
- Доминик Пищало (род. 1710) — оберст-лейтенант войск ВКЛ.